# Pleuven
 (novembre 2023).
Pleuven [pløvɛn] (en breton : Pluwenn) est une commune du Pays fouesnantais située dans le département du Finistère, dans la région Bretagne, en France.

## Géographie

### Description, relief et hydrographie
Pleuven est une commune du Pays fouesnantais située dans le sud du département du Finistère (au sud de Quimper)  et littorale de l'océan Atlantique grâce à l'estuaire du ruisseau de l'anse de Saint-Cadou, ria affluente de rive gauche de celle que forme l'Odet, aux environs de Moulin du Pont ; ce ruisseau de l'anse de Saint-Cadou, un petit fleuve côtier, qui a sa source dans la commune voisine de Saint-Évarzec, forme d'ailleurs la limite nord de la commune, la séparant de Quimper (antérieurement d'Ergué-Armel avant l'annexion de cette commune par Quimper). D'autres tronçons de minuscules fleuves côtiers servent aussi de limite communale à l'ouest avec Gouesnach (ruisseau de l'anse de Kerandraon), au sud avec Clohars-Fouesnant (ruisseau de l'anse du Petit Moulin) et à l'est avec Fouesnant (ruisseau se jetant dans l'anse de Penfoulic, qui a sa source à l'est du bourg de Pleuven).
| Gouesnach, Quimper           | Quimper, Saint-Évarzec     | Saint-Évarzec |

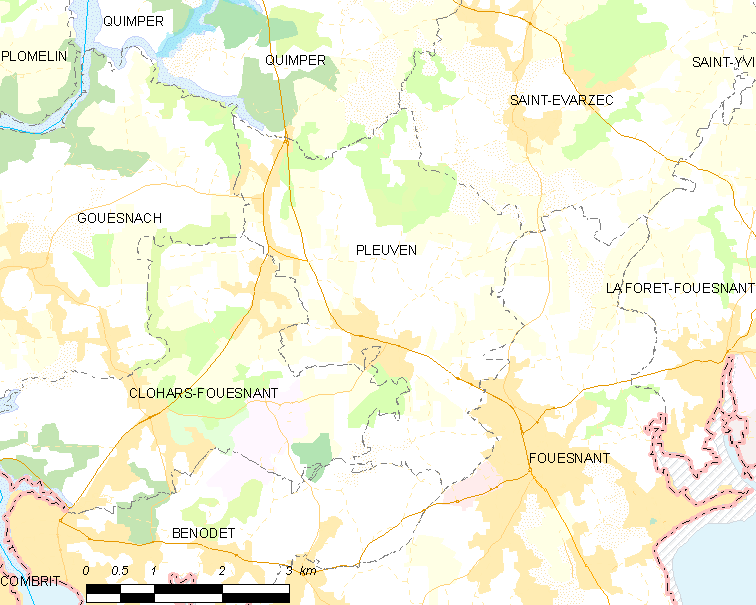
Carte de la commune de Pleuven.

| Gouesnach, Clohars-Fouesnant | Pleuven                    | Fouesnant     |
| Clohars-Fouesnant            | Clohars-Fouesnant, Bénodet | Fouesnant     |

Le finage de Pleuven est pour l'essentiel constitué d'un plateau situé vers une cinquantaine de mètres d'altitude (l'altitude la plus élevée atteint 66 mètres à l'ouest du bourg), qui constitue une zone de sources, et donc de divergence hydrographique pour les divers cours d'eau précités et certains de leurs petits affluents. Ce plateau est limité au nord par un talus visible principalement entre Creac'h Quetta, la chapelle Saint-Tudy et le moulin du Pont, qui limite une zone de comblement alluvionnaire dépassant à peine le niveau de la mer et correspondant à la partie aval du ruisseau de l'anse de Saint-Cadou (on y a installé une importante station d'épuration mise en service en 2014, juste à l'est du moulin du Pont).

### Géologie et paléontologie
Des végétaux fossiles caractéristiques d'une flore éocène (empreintes de feuilles, fruits, bois silicifiés) se trouvent dans des grès datant du tertiaire et reposant sur des gneiss, près de la chapelle Saint-Tudy et aux environs de Moulin du Pont. Ils ont été signalés pour la première fois par Henri du Laurens de la Barre en 1863.
Des affleurements d'amphibolite forment une traînée allant de Pleuven à Fouesnant.

### Hydrographie
Pour un article plus général, voir Réseau hydrographique du Finistère.
La commune est située dans le bassin Loire-Bretagne. Elle est drainée par l'anse de Saint-Cadou et divers autres petits cours d'eau,.
L'anse de Saint-Cadou, d'une longueur de 12 km, prend sa source dans la commune de Saint-Évarzec et se jette  dans l'Odet en limite de Gouesnach et de Quimper. 

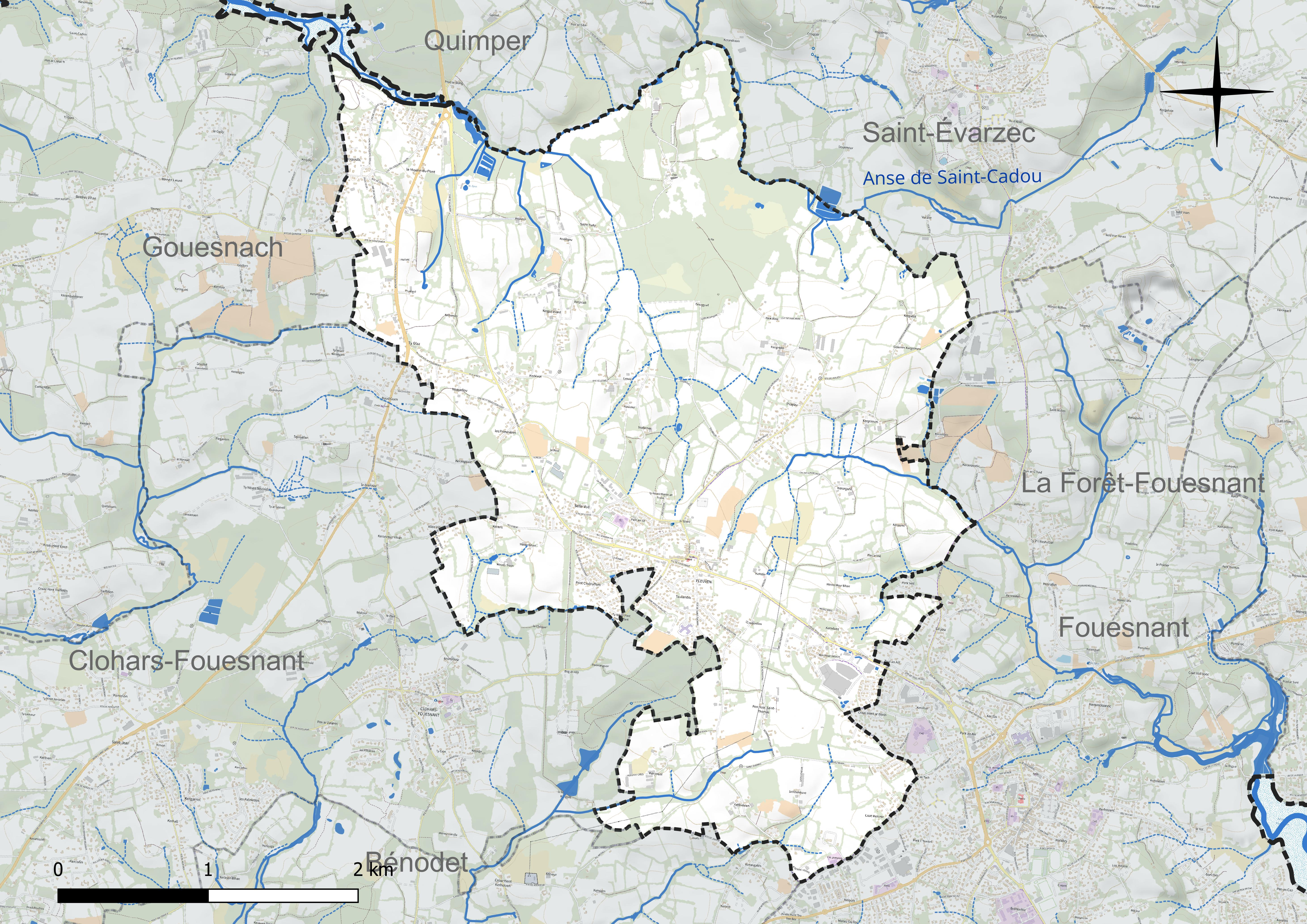
Réseau hydrographique de Pleuven.

### Climat
Pour des articles plus généraux, voir Climat de la Bretagne et Climat du Finistère.
En 2010, le climat de la commune est de type climat océanique franc, selon une étude du Centre national de la recherche scientifique s'appuyant sur une série de données couvrant la période 1971-2000. En 2020, Météo-France publie une typologie des climats de la France métropolitaine dans laquelle la commune est exposée à un climat océanique et est dans la région climatique Bretagne orientale et méridionale, Pays nantais, Vendée, caractérisée par une faible pluviométrie en été et une bonne insolation. Parallèlement l'observatoire de l'environnement en Bretagne publie en 2020 un zonage climatique de la région Bretagne, s'appuyant sur des données de Météo-France de 2009. La commune est, selon ce zonage, dans la zone « Monts d'Arrée », avec des hivers froids, peu de chaleurs et de fortes pluies.  
Pour la période 1971-2000, la température annuelle moyenne est de 11,6 °C, avec  une amplitude thermique annuelle de 10,9 °C. Le cumul annuel moyen de précipitations est de 1 118 mm, avec 15,4 jours de précipitations en janvier et 7,9 jours en juillet. Pour la période 1991-2020, la température moyenne annuelle observée sur la station météorologique la plus proche, située sur la commune de Plomelin à 8 km à vol d'oiseau, est de 12,2 °C et le cumul annuel moyen de précipitations est de 1 150,4 mm,. Pour l'avenir, les paramètres climatiques de la commune estimés pour 2050 selon différents scénarios d'émission de gaz à effet de serre sont consultables sur un site dédié publié par Météo-France en novembre 2022.

## Urbanisme

### Typologie
Au 1er janvier 2024, Pleuven est catégorisée petite ville, selon la nouvelle grille communale de densité à 7 niveaux définie par l'Insee en 2022.
Elle appartient à l'unité urbaine de Fouesnant, une agglomération intra-départementale dont elle est une commune de la banlieue,. Par ailleurs la commune fait partie de l'aire d'attraction de Quimper, dont elle est une commune de la couronne,. Cette aire, qui regroupe 58 communes, est catégorisée dans les aires de 200 000 à moins de 700 000 habitants,.

### Occupation des sols
L'occupation des sols de la commune, telle qu'elle ressort de la base de données européenne d'occupation biophysique des sols Corine Land Cover (CLC), est marquée par l'importance des territoires agricoles (73,2 % en 2018), en diminution par rapport à 1990 (78,2 %). La répartition détaillée en 2018 est la suivante : 
zones agricoles hétérogènes (39,2 %), terres arables (24 %), zones urbanisées (15 %), prairies (10 %), forêts (9,3 %), milieux à végétation arbustive et/ou herbacée (1,8 %), zones industrielles ou commerciales et réseaux de communication (0,5 %), eaux maritimes (0,1 %). L'évolution de l'occupation des sols de la commune et de ses infrastructures peut être observée sur les différentes représentations cartographiques du territoire : la carte de Cassini (XVIIIe siècle), la carte d'état-major (1820-1866) et les cartes ou photos aériennes de l'IGN pour la période actuelle (1950 à aujourd'hui).

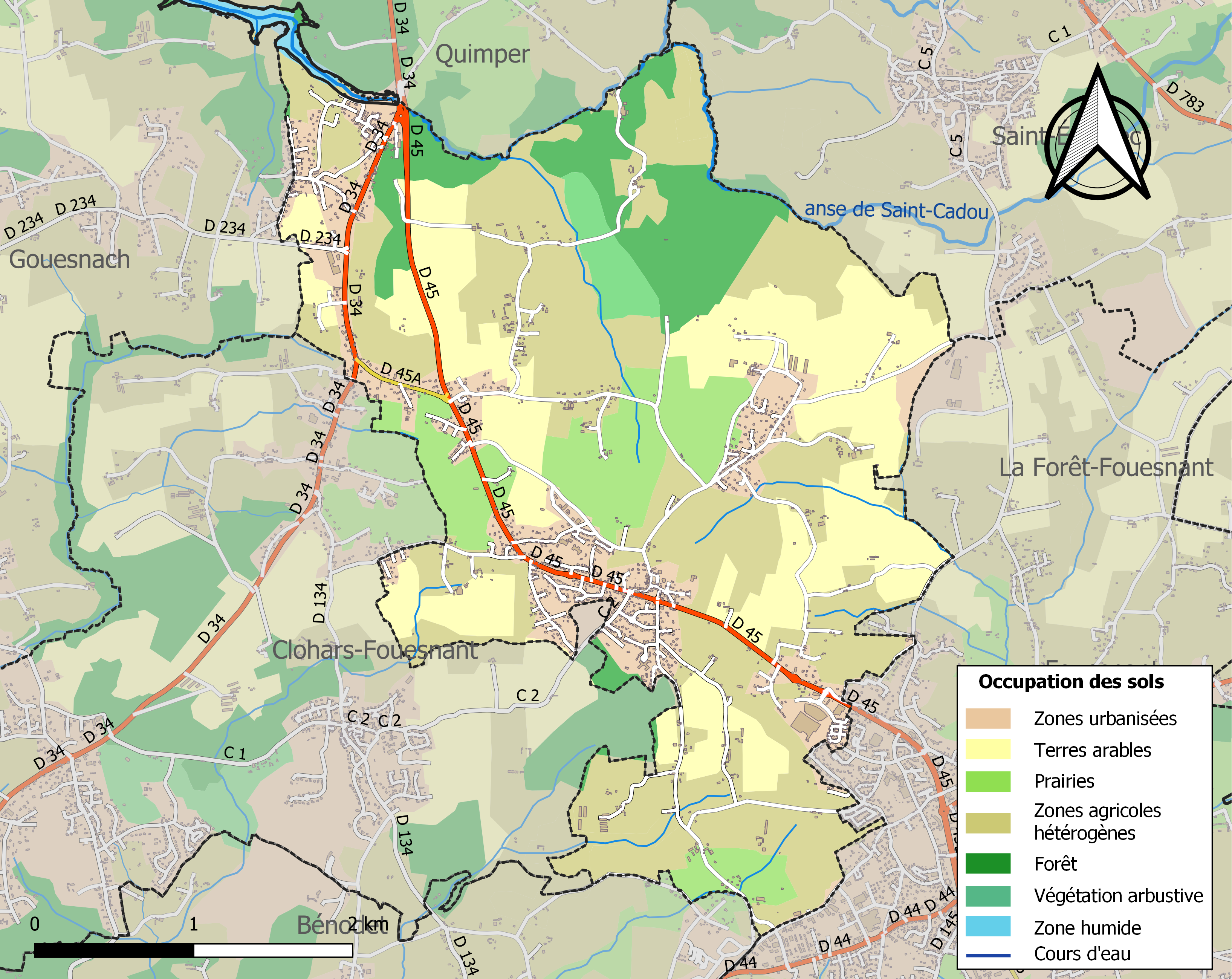
Carte des infrastructures et de l'occupation des sols de la commune en 2018 (CLC).

### Transports
Le bourg de Pleuven est traversé par la D 45 qui prend naissance au giratoire de Moulin du Pont et va jusqu'à Fouesnant et Beg Meil ; la D 34, qui vient de Quimper, traverse l'ouest de la commune du giratoire de Moulin du Pont jusqu'à Ty Glaz, desservant plus au sud Bénodet.

### Habitat
Le paysage agraire traditionnel était celui du bocage avec habitat dispersé en écarts formés de hameaux et fermes isolées, mais le voisinage de Fouesnant et de la Riviera bretonne, ainsi que la proximité de Quimper, a totalement transformé la commune, provoquant une notable rurbanisation : le bourg s'est beaucoup développé avec de nombreux lotissements créés principalement à l'ouest et au sud de celui-ci ; d'autres zones de lotissements se sont développées ailleurs sur le territoire communal, notamment à l'ouest de moulin du Pont et au Prajou, ainsi qu'aux environs de Ty Glaz.
La zone d'activités de Fouesnant s'est en partie étendue dans la partie orientale du finage communal, avec principalement le centre commercial "Quai 29", constitué principalement par un hypermarché et quelques autres magasins ; le lotissement de Pen Hoat Salaün s'est développé à proximité.

## Toponymie
La localité est attestée sous la forme Ploeguen en 1402. Le nom proviendrait du breton plou- (paroisse) et de Uuin (sainte Gwenn). Le nom de la commune est Pluwenn en breton.
La mention Ploe Meguen en 1468, semble provenir d'une confusion avec Ploeven.

## Histoire

### Préhistoire et Antiquité

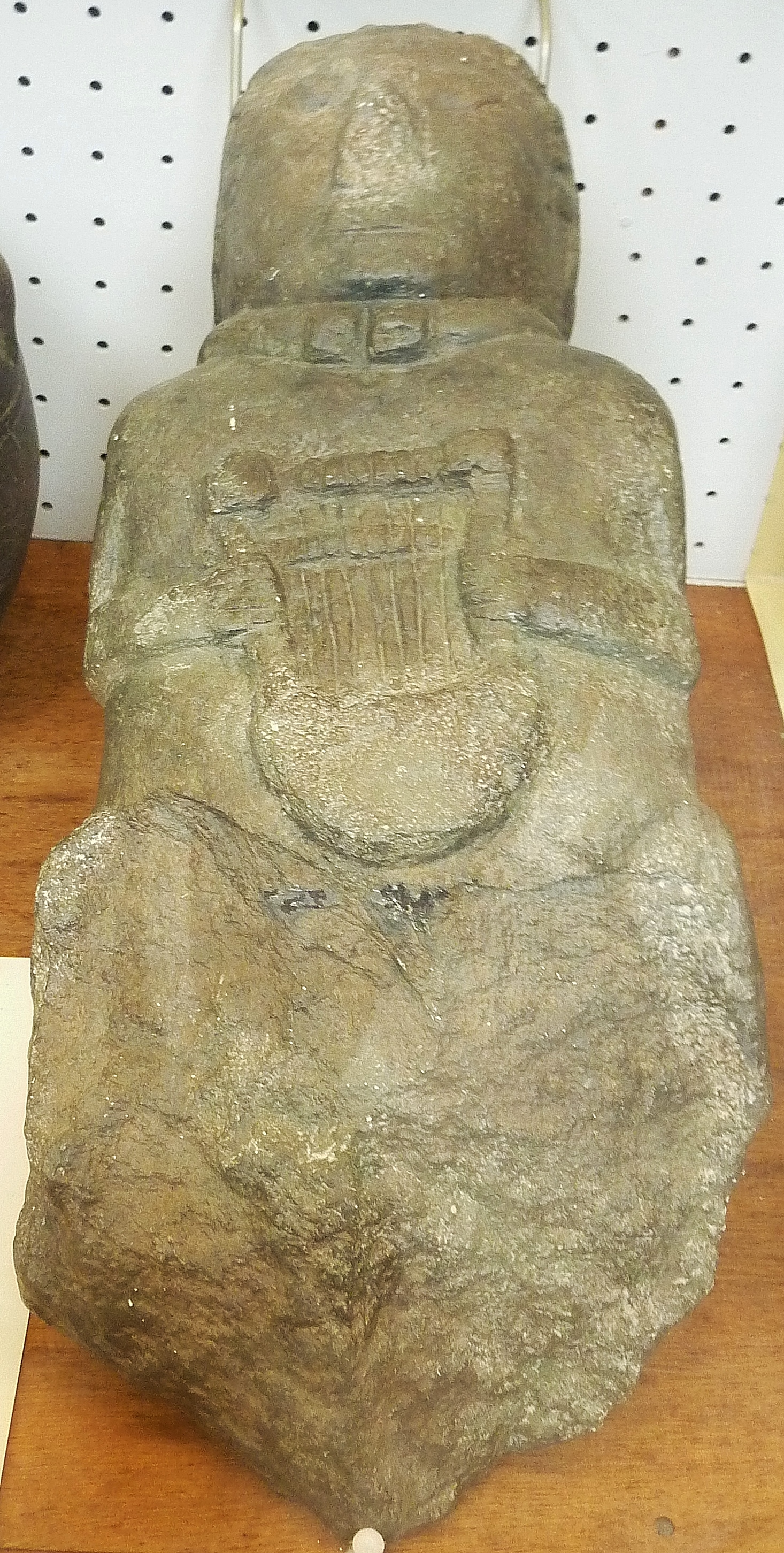
Statue d'un barde à la lyre trouvée dans le camp gaulois de Paule (Côtes-d'Armor) en hornblendite provenant de Kerlévot en Pleuven.

Un tumulus se trouve dans la propriété du manoir de Créac'h Quetta. Une hache en bronze et une soixantaine d'autres objets furent trouvés dans une cachette de fondeur à Kilivérien en Pleuven.
Le Chevalier de Fréminville écrit en 1845 : « Dans la paroisse de Pleuven, on trouve un assez grand système druidique [en réalité mégalithes] près du moulin nommé "le Moulin du Pont". Il consiste en un grand nombre de pierres brutes, les unes plantées, les autres simplement posées sur le sol d'une vaste lande. Parmi tous ces blocs, dont le plus haut a 2 mètres 30 d'élévation, on reconnaît avec peine l'enceinte elliptique d'un cromlech de 33 mètres de périmètre, qui est composé de 10 pierres, dont la plus occidentale est un vrai menhir de 3 mètres de hauteur. Quelques autres blocs, paraissant rangés sur deux lignes droites et parallèles, semblent indiquer une espèce d'avenue, se dirigeant du Moulin du Pont vers la lande où sont les autres pierres. Du reste l'ensemble a subi de grandes mutilations ». De nos jours, seul subsiste un menhir.
La métahornblendite du carrefour de Kerlévot en Pleuven qui se présente en quelques bancs de chlorito-amphibolite interstratifiés en un point très limité de la bande de micaschistes allant de Tréguennec jusqu'à Pont-Aven, a été exploitée dès le néolithique ; l'objet le plus connu retrouvé est la statuette à la lyre, représentant une divinité gauloise, retrouvée à Saint-Symphorien en Paule (Côtes-d'Armor) ; le lieu d'extraction de la pierre et celui de sa mise au rebut se trouvent tous deux dans le territoire de la tribu des Osismes ; mais des objets divers provenant de ce gisement de métahornblendite ont été retrouvés jusque dans la Somme, une hache polie près d'Abbeville par exemple, une autre à l'Armor en Pleubian, etc..

### Moyen-Âge
Pleuven est une ancienne paroisse de l'Armorique primitive qui couvrait initialement un vaste territoire, englobant les communes actuelles de Gouesnac'h, Bénodet, Fouesnant, Clohars-Fouesnant, La Forêt-Fouesnant, Saint-Évarzec et la partie sud de Saint-Ivy (d'où le "Bois de Pleuven" situé dans cette dernière commune). Le bourg est situé à une certaine distance de la côte, sur un plateau : c'est là une caractéristique commune à de nombreuses communes littorales bretonnes, les premiers émigrants bretons fixèrent le centre de leurs plous à l'intérieur des terres, probablement par crainte des pirates saxons.
En 1426 Yvon de Kergoët vivait au manoir de Keroulain, Tiphaine de Kervastar à celui de Kerc'houil et Yvon de Keranrais à celui de Keranrais, mais la majeure partie du territoire de Pleuven dépendait du fief de Bodigneau (en Clohars-Fouesnant). La montre de 1481 de l'évêché de Cornouaille cite trois nobles de Pleuven : Jehan de Kergoët, Yvon Servan et Louis Kergos ; celle de 1562 cite Jehan de Lanros, René Caryou (sieur de Kerguilly) et Jehan Quimarch, sieur de Lanros.

### Temps modernes
Pendant les Guerres de la Ligue, le 17 janvier 1576, trente gentilshommes du pays, commandés par messires de Kermassouet et Baud de Vigne-la-Houlle, qui professaient la religion réformée prirent par ruse la ville de Concarneau. Les habitants des paroisses voisines, commandés par de Pratmaria et Jean de Tyvarlen s'assemblent au son du tocsin (« le tocsin sonnait dans les paroisses de Fouesnant, Pleuven, Saint-Évarzec et autres, et nous entourions la place, à la tête de 8 à 10 000 paysans » et se dirigent vers Concarneau, aidant à la reprise de la ville par les catholiques.
Une confrérie du Rosaire est créée à Pleuven le 15 août 1664 : « Promesse fut faite de célébrer solennellement chaque année la fête du Rosaire le premier dimanche d'Octobre (...) ».
Les paysans étaient astreints aux corvées : par exemple une ordonnance du 22 mars 1717, les habitants des paroisses d'Ergué-Armel, Saint-Évarzec, Clohars-Fouesnant, Gouesnac'h et Pleuven « se rendront au nombre de vingt hommes de chaque paroisse, et chaque jour alternativement suivant les rôles qui seront à cette fin arrêtés » pour réparer un tronçon du « chemin de la ville de Quimper à celles de Concarneau et Rosporden » jusqu'à ce que les réparations « soient finies et parfaites » ; les paysans devaient aussi souvent participer à des transports (par exemple de bois depuis la forêt de Carnoët) liés aux arsenaux de Brest et Lorient.

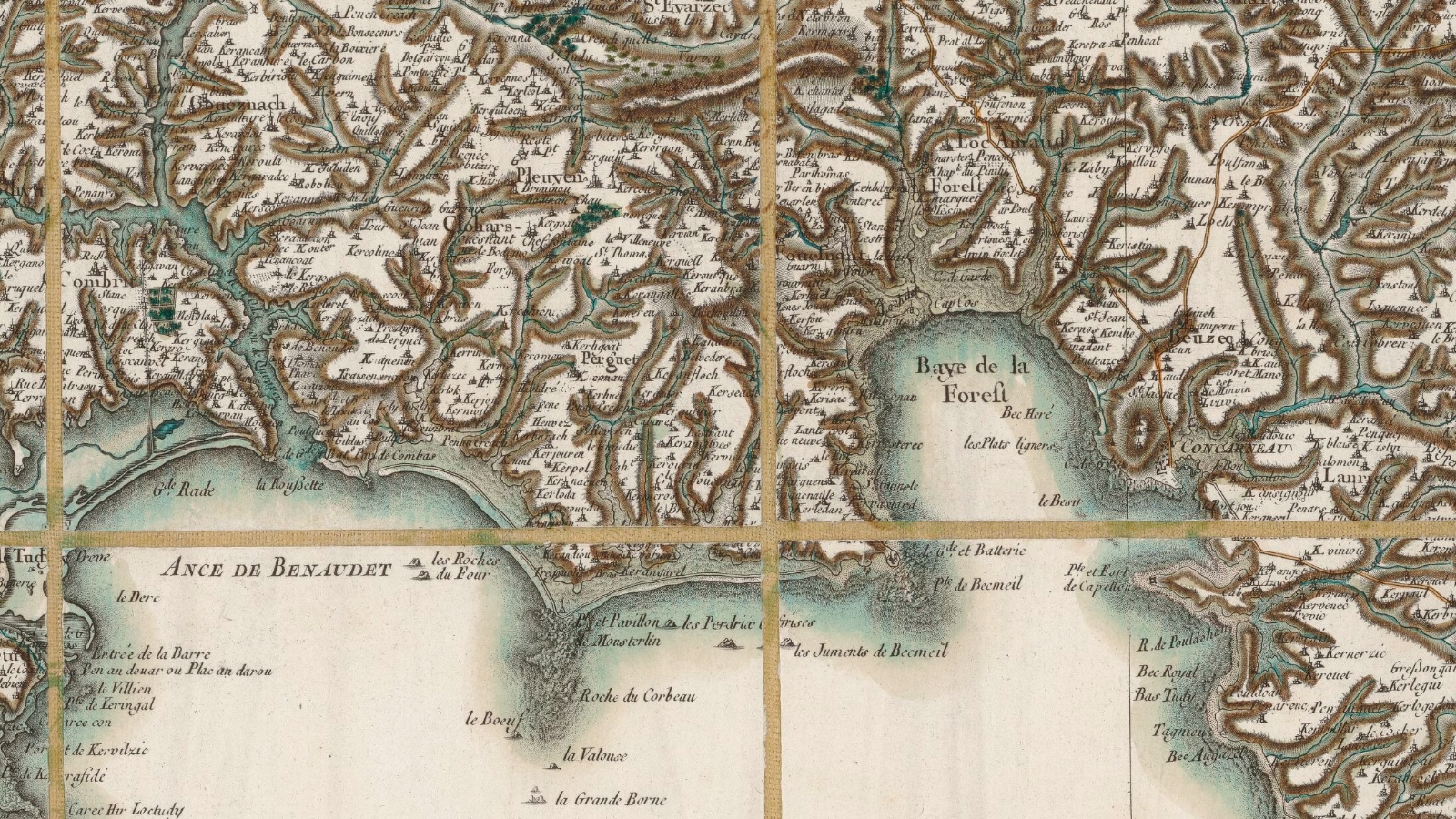
Carte de Cassini (1793) : région de Fouesnant-Bénodet (y compris Pleuven).

En 1759 la paroisse de Pleuven devait chaque année fournir 11 hommes pour servir de garde-côtes.
Jean-Baptiste Ogée décrit ainsi Pleuven en 1778 :

« Pleuvin-Fouesnant ; à 2 lieues au sud-sud-est de Quimper, son évêché ; à 39 lieues de Rennes et à 1 lieue et demie de Concarneau, sa subdélégation et son ressort. Cette paroisse compte 450 communiants ; la cure est à l'alternative. Son territoire est borné à l'ouest par la rivière d'Odet ; il est rempli de vallons et de monticules, mais exactement cultivé ; on y voit peu de landes. La haute, moyenne et basse justice de Bodiguio [ou Bodigneau, en Clohars-Fouesnant ] appartient à M. de Chef-Fontaine (..). »

### Révolution française
Le cahier de doléances de Pleuven, rédigé le 5 avril 1789 par l'assemblée électorale du tiers-état de Pleuven, réunie sous la présidence d'Alain Clorennec, notaire royal en la sénéchaussée de Concarneau, est en majeure partie une copie des « Délibérations du Tiers de Rennes », des 22 au 27 décembre 1788 ; parmi les articles originaux, l'article 1 : « Que la religion catholique soit toujours constante en Basse-Bretagne », l'article 12 : « Q'il sera fait également répartition égale entre les trois ordres pour la capitation, dans un seul et même rôle », l'article 13 : « Que la corvée en nature soit supprimée (...) ». Les paysans de Pleuven se plaignent aussi que « le droit de moute est ruineux, car au lieu du seizième, le meunier prend souvent le quart ou même le tiers ». Les deux députés élus pour représenter le tiers-état de Pleuven à l'assemblée générale de la sénéchaussée sont Alain Clorennec et Pierre Nédélec. Henri Quéré était recteur de Pleuven lors du déclenchement de la Révolution française ; il se réfugia dans sa famille à Plussulien pendant la Terreur car on retrouve sa signature sur des actes de baptêmes de cette paroisse.
Le décret de l'Assemblée nationale du 16 août 1791 précise que hors la ville, les paroisses du district de Quimper sont réduites à 18. Parmi elles, Clohars, qui aura pour succursales les ci-devant paroisses de Goefnac (Gouesnac'h), Pleuven et Perguet [Bénodet actuellement]. Ce découpage ne fut que provisoire et non repris lors de la création des communes par le décret de la Convention nationale du 10 brumaire an II (31 octobre 1793).
Des habitants de Perguet, Fouesnant et Pleuven participèrent en 1792 à la révolte de Fouesnant dirigée par Alain Nédélec.

### LeXIXesiècle
A. Marteville et P. Varin, continuateurs d'Ogée, décrivent ainsi Pleuven en 1845 :

« Pleuven : commune formée de l'ancienne paroisse de ce nom ; aujourd'hui succursale. Cette petite commune n'offre rien de remarquable, si ce n'est un assez grand nombre de taillis qui, aux dires de Cambry, étaient autrefois d'un très bon produit. Géologie : granite au sud du bourg, gneiss dans le nord. On parle le breton. »

Un soldat du 95e de ligne originaire de Pleuven, Corentin Le Déon, fut blessé à la jambe droite pendant la Guerre de Crimée.
En 1871 et 1872, le tracé passant par le bourg de Pleuven du chemin d'intérêt commun n°12 [actuels D 34 et D 45] entre Quimper et Fouesnant, préféré à celui passant auparavant par le bourg de Saint-Évarzec, est retenu et aménagé.
La première pierre de la nouvelle église de Pleuven est posée par le curé d'Elliant le 28 mai 1876, en présence du maire.
Un rapport de l'inspecteur d'académie signale en 1880 que la commune de Pleuven fait partie des six communes du département du Finistère « encore dépourvues de tout moyen d'instruction ».

### LeXXesiècle

#### La Belle Époque
Un bureau téléphonique ouvre au bourg de Pleuven le 1er septembre 1913.

#### La Première Guerre mondiale

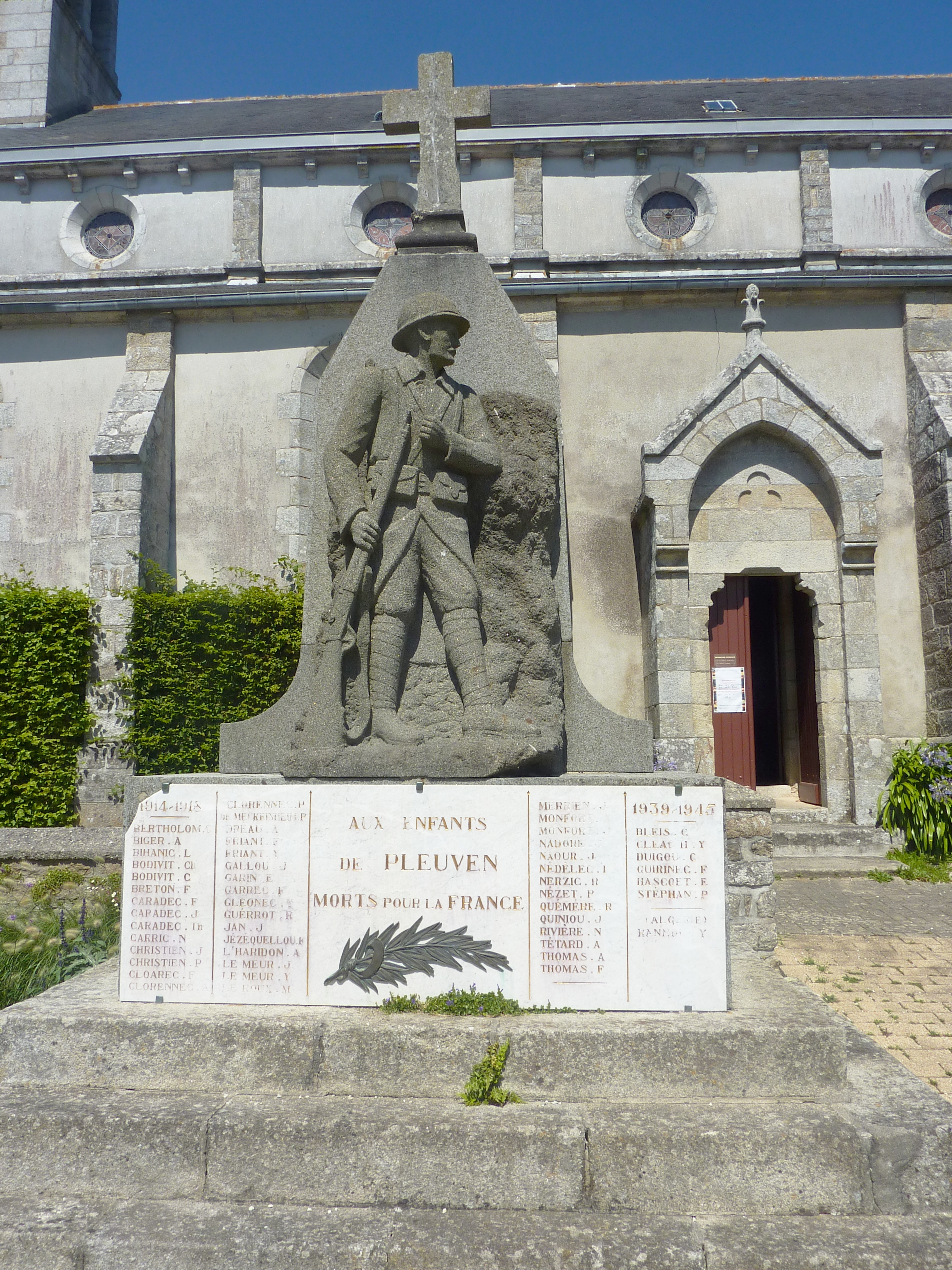
Pleuven : le monument aux morts.

Le monument aux morts de Pleuven porte les noms de 42 soldats et marins morts pour la France pendant la Première Guerre mondiale : parmi eux, 4 au moins sont morts en Belgique (Pierre Christien à Arsimont et Corentin Bertholom à Maissin, tous deux dès le 21 août 1914 ; Alain Clorennec à Maissin et Joseph Quiniou à Rossignol, tous deux dès le 22 août 1914 ; deux au moins (Yves Friant et Isidore Nédélec), membres de l'Armée française d'Orient, sont morts en 1915 lors de la bataille de Sedd-Ul-Bahr en Turquie ; Jean Christien, marsouin au 41e régiment d'infanterie coloniale, a été tué à l'ennemi le 15 septembre 1918 en Serbie où il combattait dans le cadre de l'expédition de Salonique ; la plupart des autres sont décédés sur le sol français, par exemple François Thomas, soldat au 328e régiment d'infanterie, tué à l'ennemi le 31 octobre 1915 à Tahure (Marne), décoré de la Médaille militaire et de la Croix de guerre ; François Garin, caporal au 77e régiment d'infanterie, tué à l'ennemi le 15 septembre 1917 à Craonne (Aisne) lors de la bataille du Chemin des Dames, décoré lui aussi de la Médaille militaire et de la Croix de guerre ; Pierre Bertholom, né le 29 septembre 1886 à la métairie de Kergoat en Clohars-Fouesnant, caporal au 90e régiment d'infanterie, blessé à Craonne lors de la bataille du Chemin des Dames, décéda le 29 avril 1917 à l'hôpital d'évacuation numéro 13 de Courlandon (Marne), etc.. Le livre d'or 14-18 de Pleuven précise les coordonnées de tous les soldats de Pleuven morts pour la France pendant la Première Guerre mondiale.
Cinq frères Montfort, dont les parents tenaient la ferme de Kerleverien Huella, ont participé à la Première Guerre mondiale : Jean Montfort, né le 22 janvier 1880, gazé et réformé en décembre 1917 (décédé en 1939) ; Paul Montfort, né le 22 mars 1882 (décédé le 12 février 1963 à Fouesnant) ; Corentin Montfort, né le 28 octobre 1884, prêtre émigré au Pays de Galles à partir de 1905, fut ambulancier au 118e régiment d'infanterie, puis au 261e régiment d'infanterie (prêtre à Beurlay (Charente-Inférieure) après la guerre, il est décédé en 1943) ; Alain Montfort, né le 5 mai 1891, maître pointeur au 28e régiment d'artillerie, victime d'un accident de tir le 1er novembre 1915 à Perthes-lès-Hurlus (Marne) et Jean-Louis Montfort, né le 28 août 1893, sergent au 116e régiment d'infanterie, tué à l'ennemi le 8 septembre 1914 à Lenharrée (Marne).
D'autres soldats, revenus vivants, ont été distingués ; c'est le cas par exemple de Jean-Marie Le Loupp, de Pleuven, caporal brancardier au 2e régiment d'infanterie coloniale, décoré de la Médaille militaire au motif suivant : « Au front depuis le 7 août 1914, s'est fait remarquer en de nombreuses circonstances par sa bravoure et son mépris du danger. À l'attaque du 25 septembre 1915 a accompagné sous une pluie de balles le médecin major du bataillon sur la première ligne pour relever un officier et un sous-officier blessés. A porté ce dernier sur le dos pendant un parcours de 3 kilomètres ».

#### L'Entre-deux-guerres

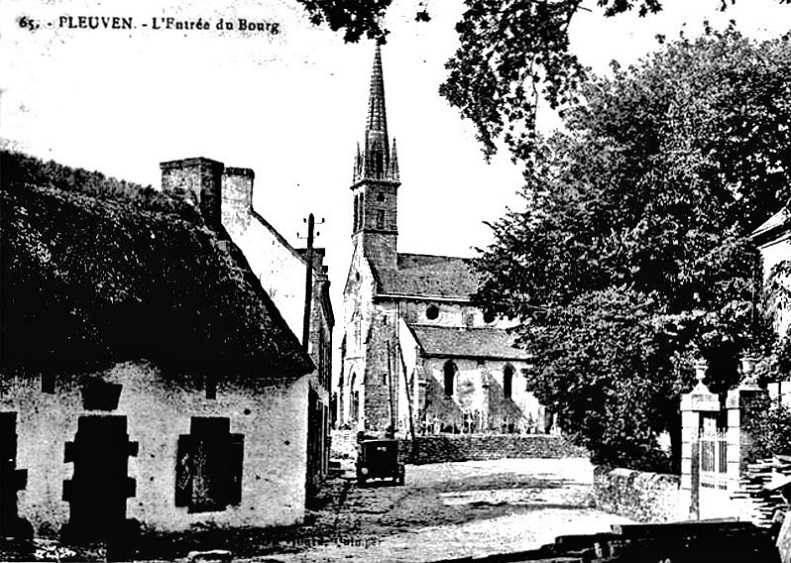
Le bourg de Pleuven vers 1920 (carte postale Villard).
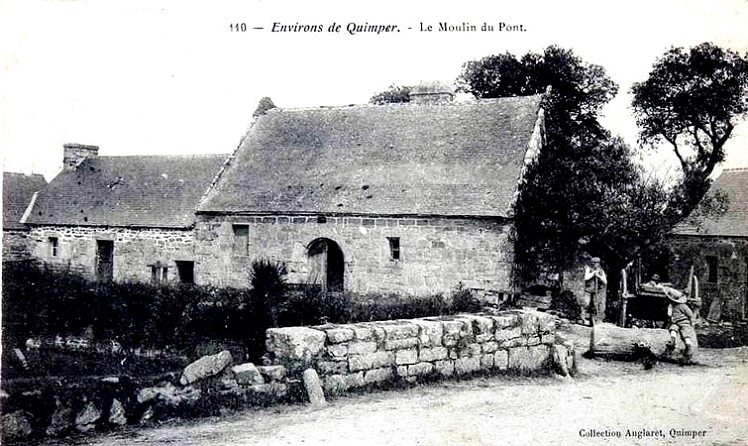
Le « Moulin du Pont » vers 1920.

Le FC Pleuven a été créé en 1931 ; son premier terrain était situé près du château d'eau ; les présidents du club les plus connus ont été Alain Cosquéric et Jean Diraison, dont le stade porte le nom de nos jours.
En mai 1935, Jean Chalony, maire de Pleuven, cultivateur propriétaire à Lesvez, président du syndicat agricole de Pleuven, dorgériste, est inculpé pour « tentative d'organisation du refus collectif de payer l'impôt et de tentative d'organisation du retrait des fonds des caisses de l'État » ; le non-versement par l'État d'une subvention promise lors de la construction d'une école entraîna une hausse des impôts locaux, ce qui fut à l'origine de cette fronde paysanne.
Le 19 décembre 1938, le thermomètre descendit jusqu'à -8 °C à la station météorologique de l'école publique du bourg de Pleuven ; « des quantités de pommes de terre et de batteraves ont été gelées, des moteurs ont éclaté ».

#### La Seconde Guerre mondiale

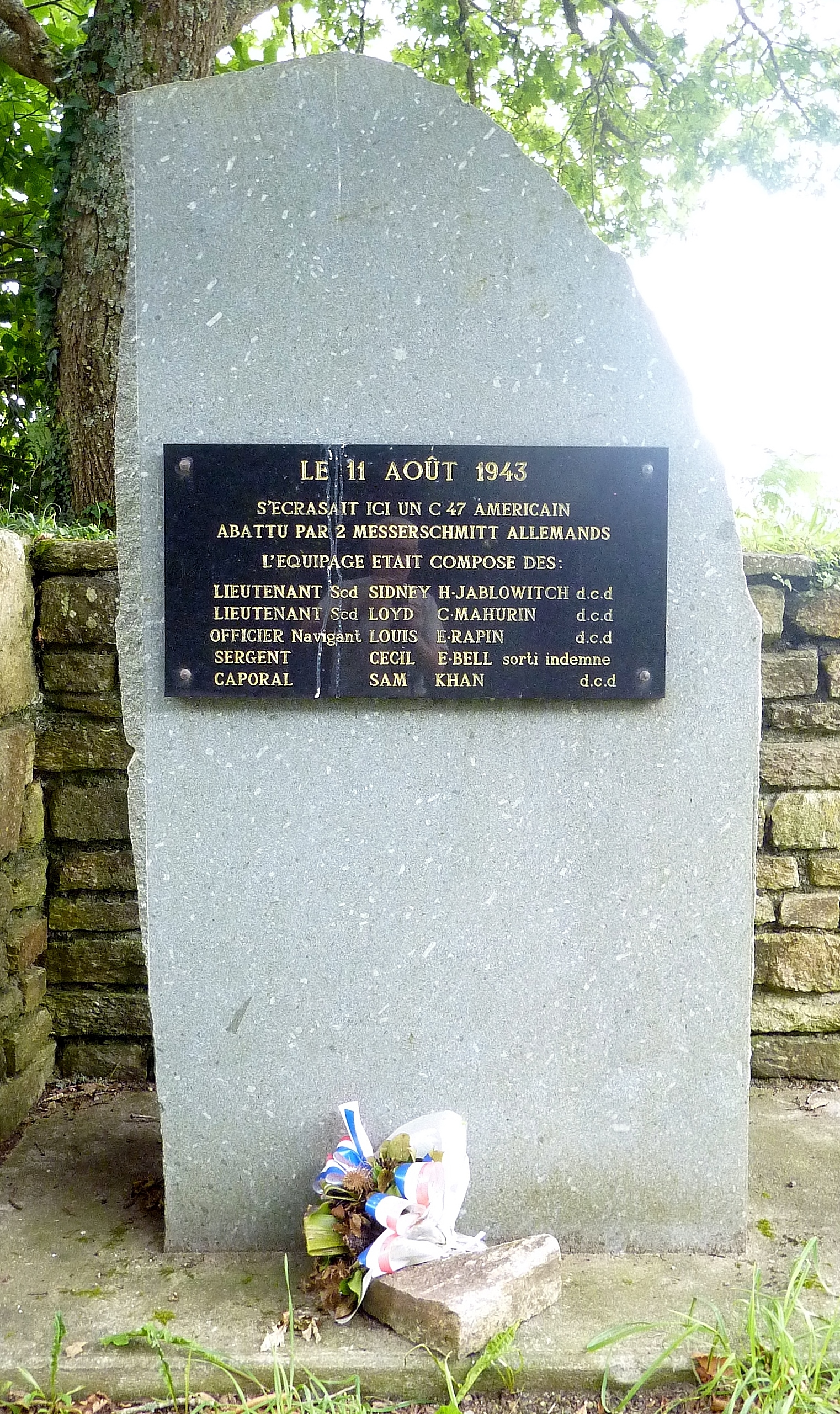
Stèle commémorative à la mémoire des 5 aviateurs américains dont l'avion, un C 47, abattu par 2 Messerschmitt allemands, s'écrasa près de la chapelle Saint-Thomas en Pleuven le 11 août 1943.

Le monument aux morts de Pleuven porte les noms de 6 personnes mortes pour la France pendant la Seconde Guerre mondiale, dont Yves Le Clac'h, matelot chauffeur à bord du cuirassé Bretagne, mort le 3 juillet 1940 lors de l'attaque anglaise de Mers el-Kébir.
Le 11 août 1943, à la suite d'un combat aérien entre deux avions au sud de Fouesnant, un avion s'écrase près de Clohars-Fouesnant. Les quatre aviateurs américains : Louis Rapin, Lloyd Mahurin, Sdney Jablowitz et Sam Kahn ; ils furent enterrés le 12 août 1943 à Pleuven en présence d'une foule de 1 500 personnes. Un cinquième, le sergent mécanicien Cecil Bell, bien que blessé à une jambe, parvint à s'extraire de la carcasse en feu de l'avion, fut caché grâce à l' aide de deux jeunes Pleuvennoises, Marie Deniel et Jeanne Morvan dans le bois de Creach Queta, et fut ensuite exfiltré en Angleterre par un réseau de résistants.
Un groupe d'une dizaine de résistants du réseau Turma-Vengeance est basé au Moulin du Pont ; parmi ses membres, Alain Bodivit (sous le pseudonyme de Jean Raminger), qui renseigna les alliés sur les bateaux allemands s'abritant un temps dans l'Anse de Bénodet ; puis participa aux combats pour la libération de Quimper, puis aux opérations du siège de Lorient.

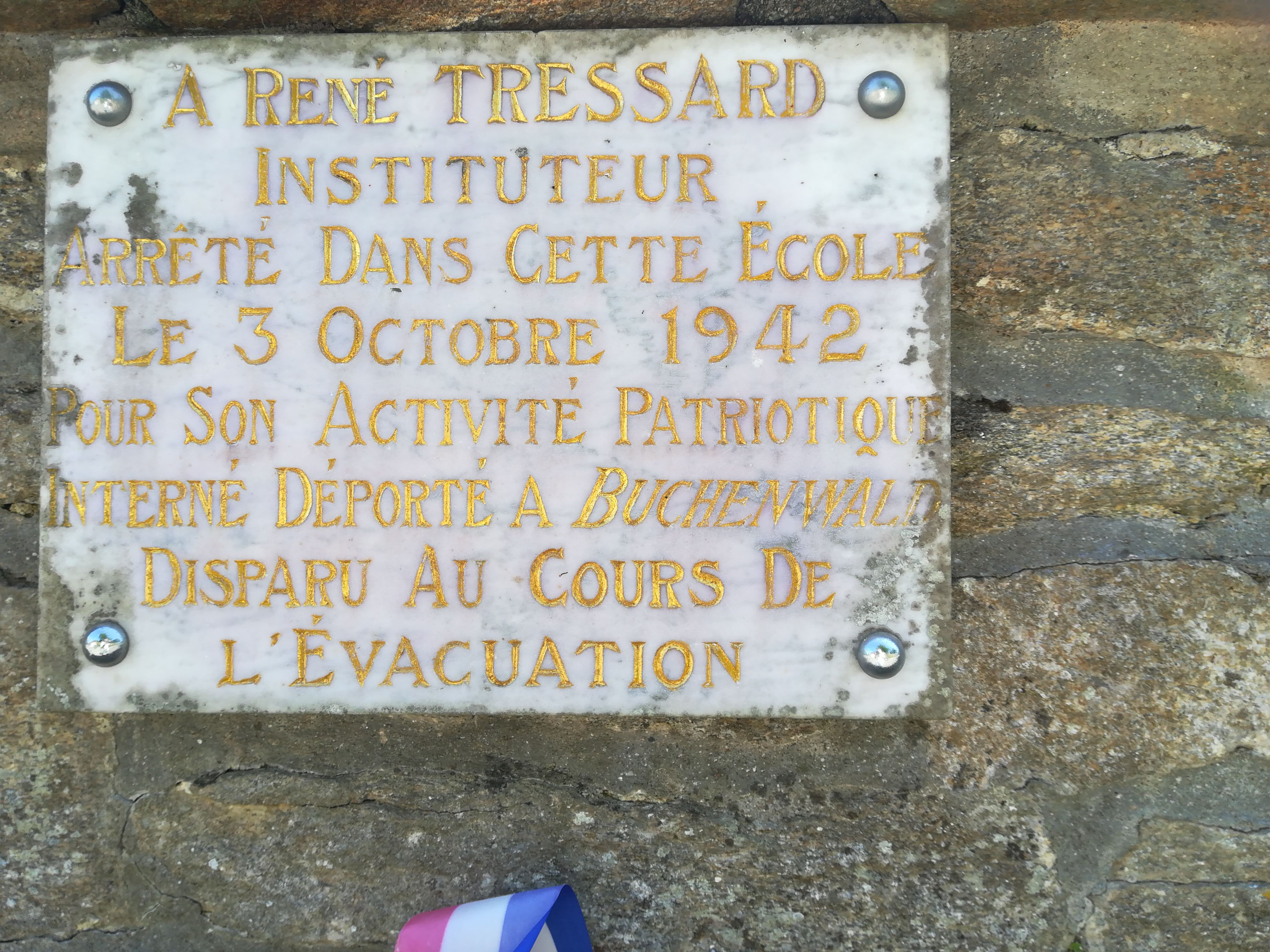
Plaque commémorative à la mémoire de René Treussard, déporté.

René Tressard, instituteur à l'école de Pleuven, résistant, fut arrêté le 3 octobre 1942 et déporté le 12 mars 1942 depuis le camp de Royallieu vers le camp de concentration de Buchenwald, disparût le 11 avril 1945 lors de l'évacuation du camp.

#### L'après Seconde Guerre mondiale
Y. Rannou est mort pour la France pendant la guerre d'Algérie.
En 1960 Pleuven avait environ 1 000 habitants ; le bourg disposait alors de 3 boulangeries et de 11 cafés. La dernière boulangerie-café-épicerie du bourg, tenue par la famille Kerdranvat depuis 5 générations, a fermé ses portes le 31 décembre 2020
La « salle Joncour » (du nom de famille de ses propriétaires), ouverte en 1951, pouvait accueillir jusqu'à 250 convives lors des bals, banquets et mariages. Elle était située en face du bar-tabac situé de l'autre côté de la rue, dans une maison construite en 1870, qui fut la première salle de danse du village. Elle a été démolie en janvier 2021.

### Liste des maires

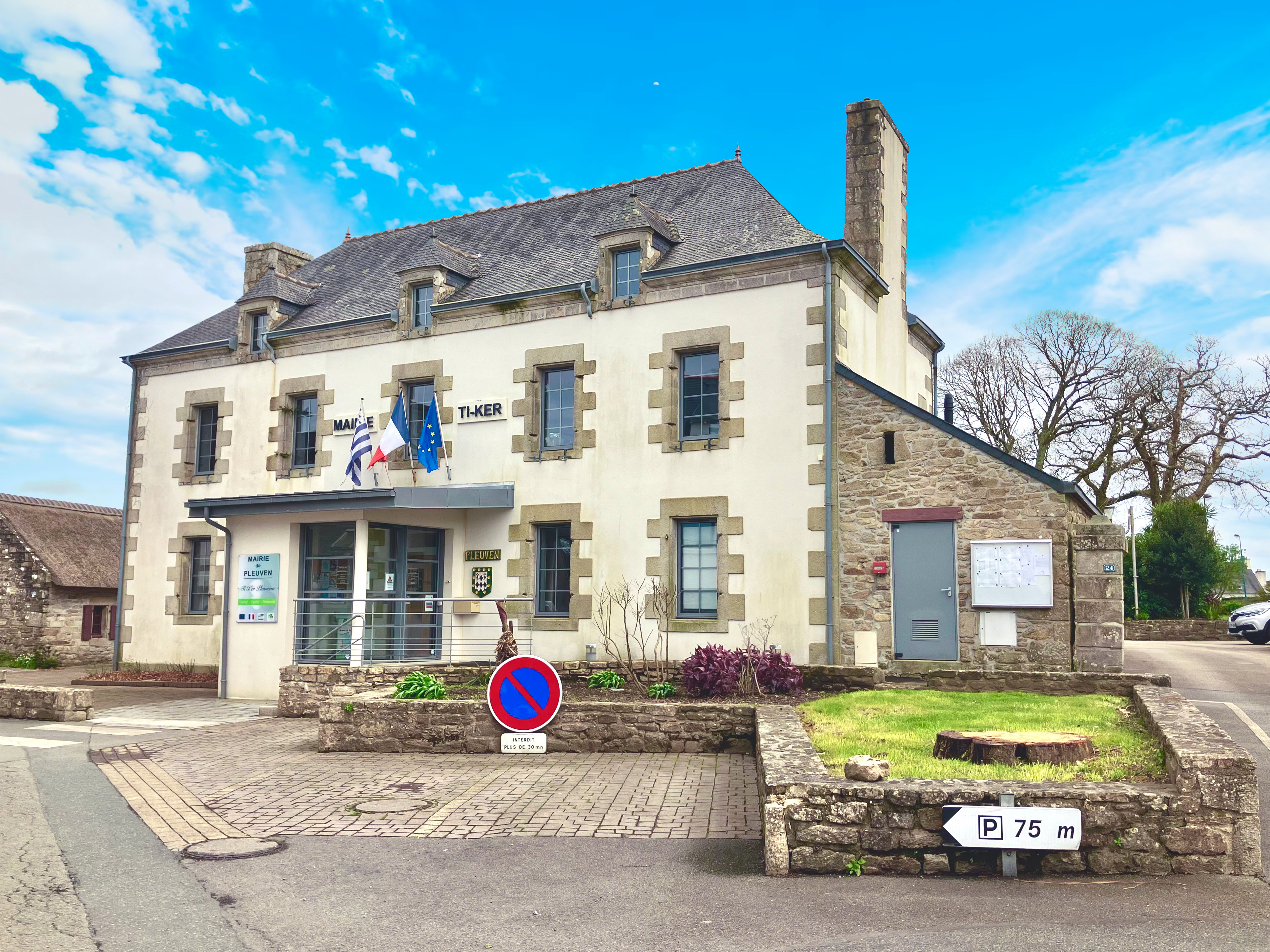
La mairie de Pleuven.

## Monuments et sites

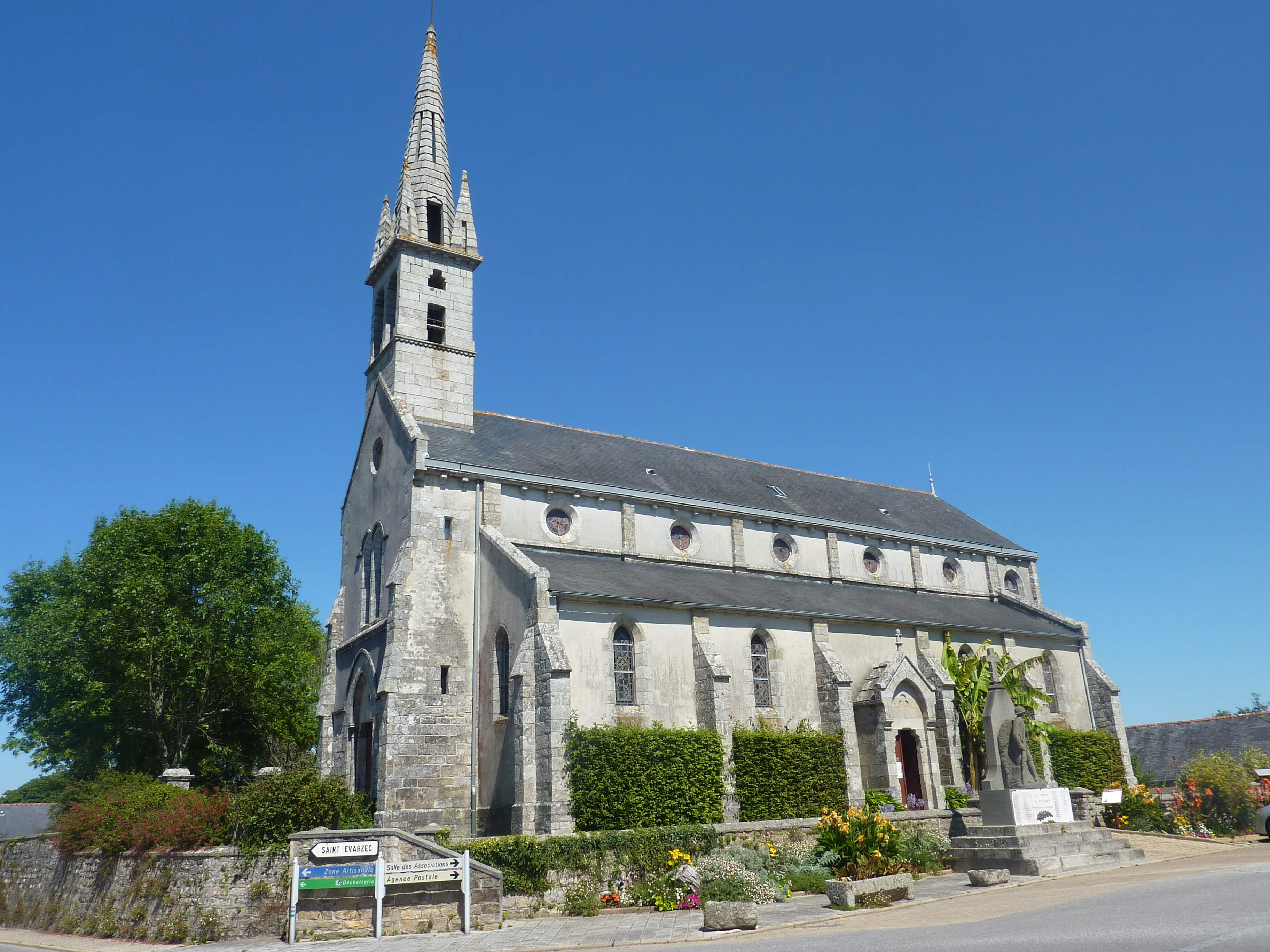
L'église Saint-Mathurin.

- L'église paroissiale Saint-Mathurin : placée sous le vocable de saint Mathurin, elle a été construite en 1876-1877 selon les plans de l'architecte Ernest Le Guerranic[20], elle comprend un clocher extérieur avec tribune, une nef à 5 travées, avec bas-côtés et un chœur à chevet polygonal[65].

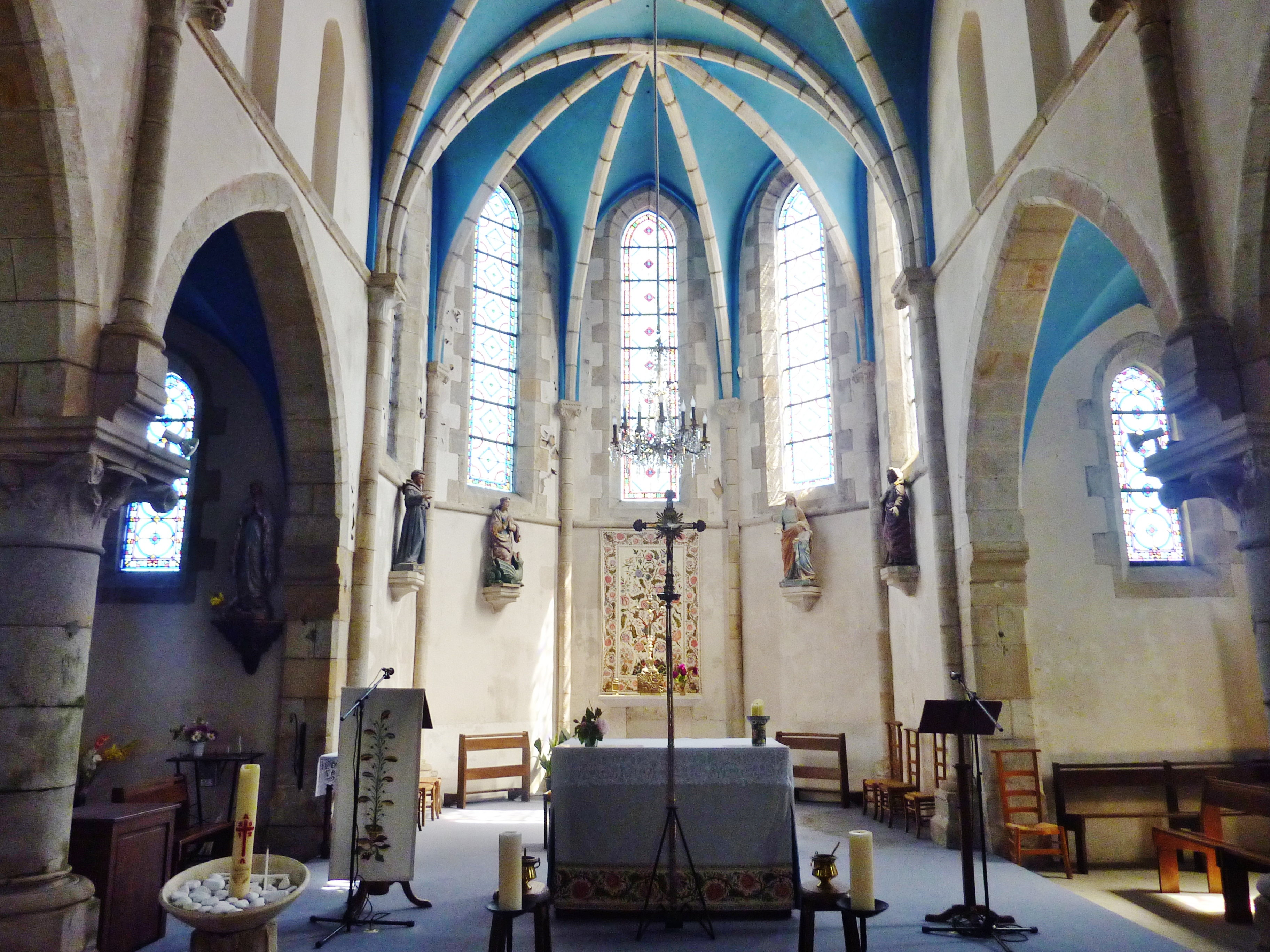
Pleuven : église paroissiale Saint-Mathurin, vue intérieure.
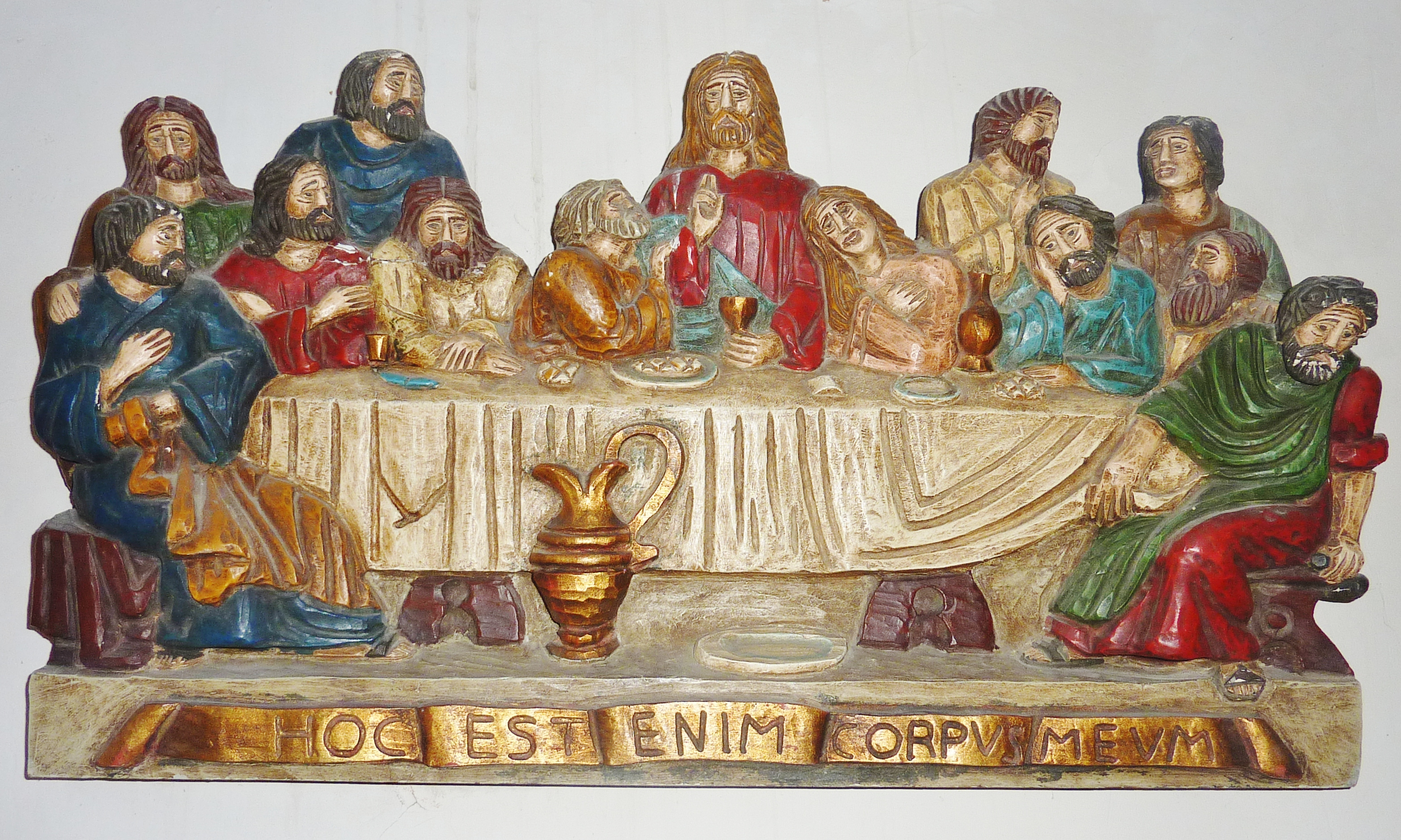
Pleuven : église paroissiale Saint-Mathurin, la Cène.
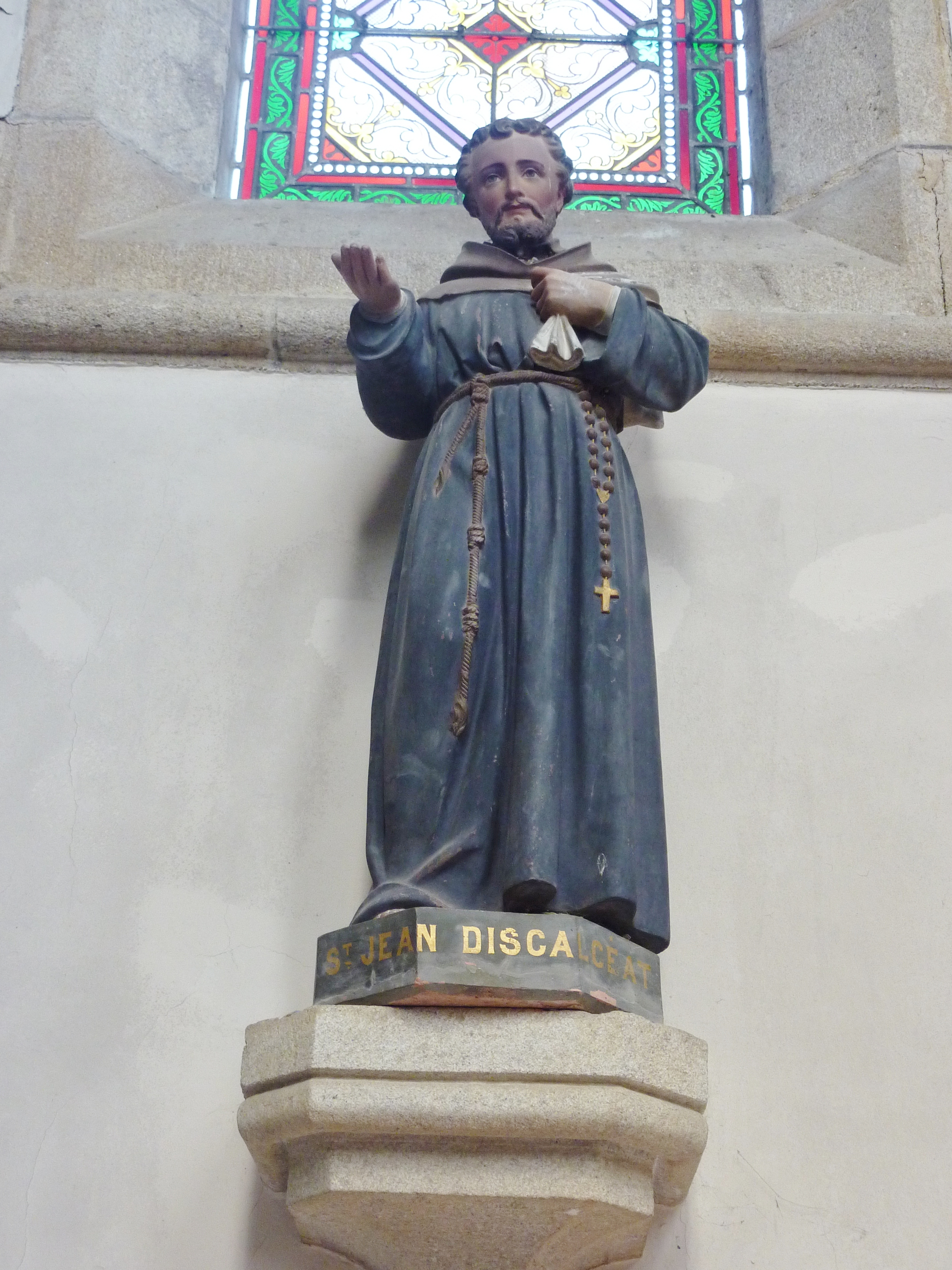
Pleuven : église paroissiale Saint-Mathurin, statue de saint Jean Discalceat.
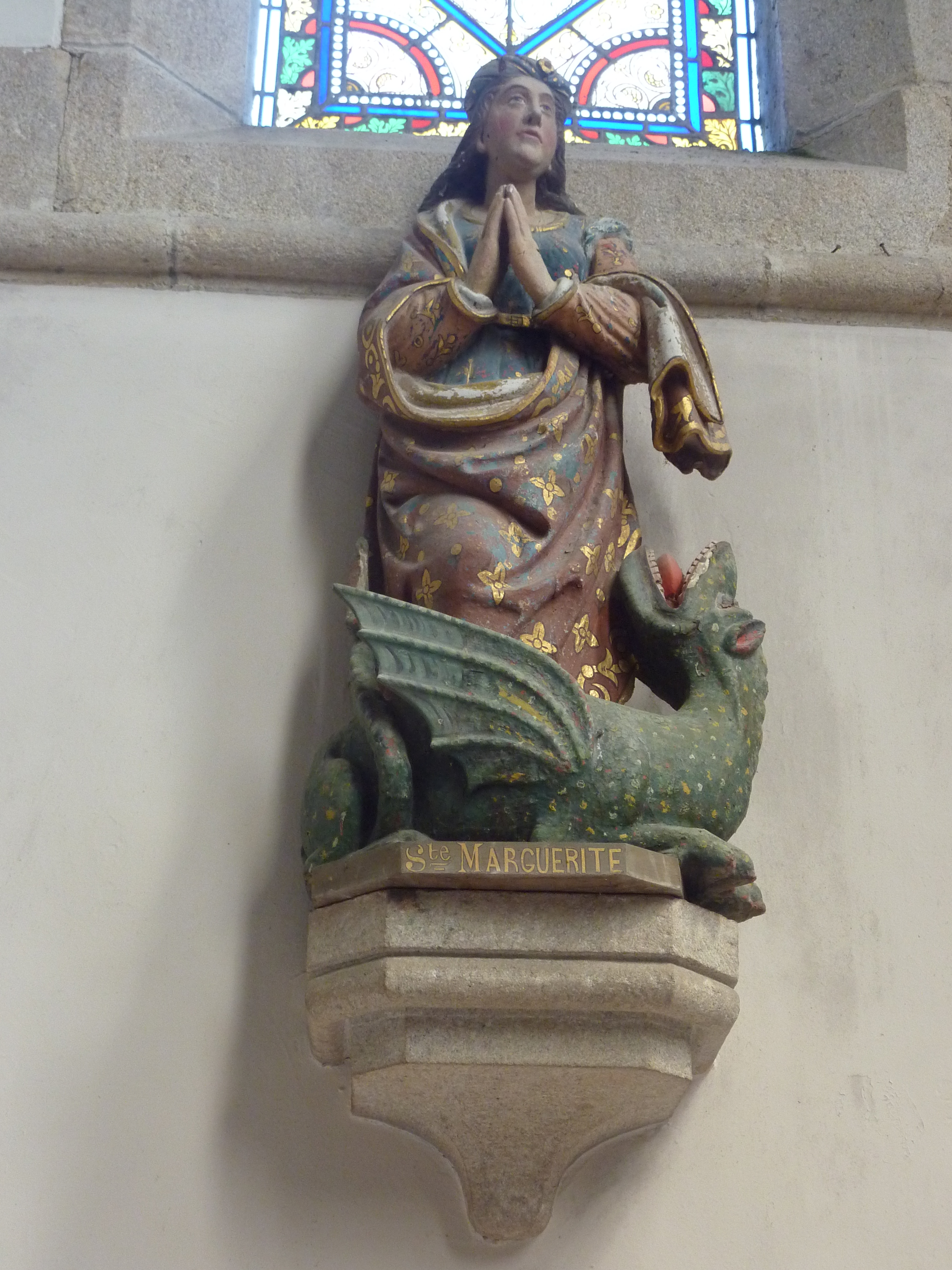
Pleuven : église paroissiale Saint-Mathurin, statue de sainte Marguerite.
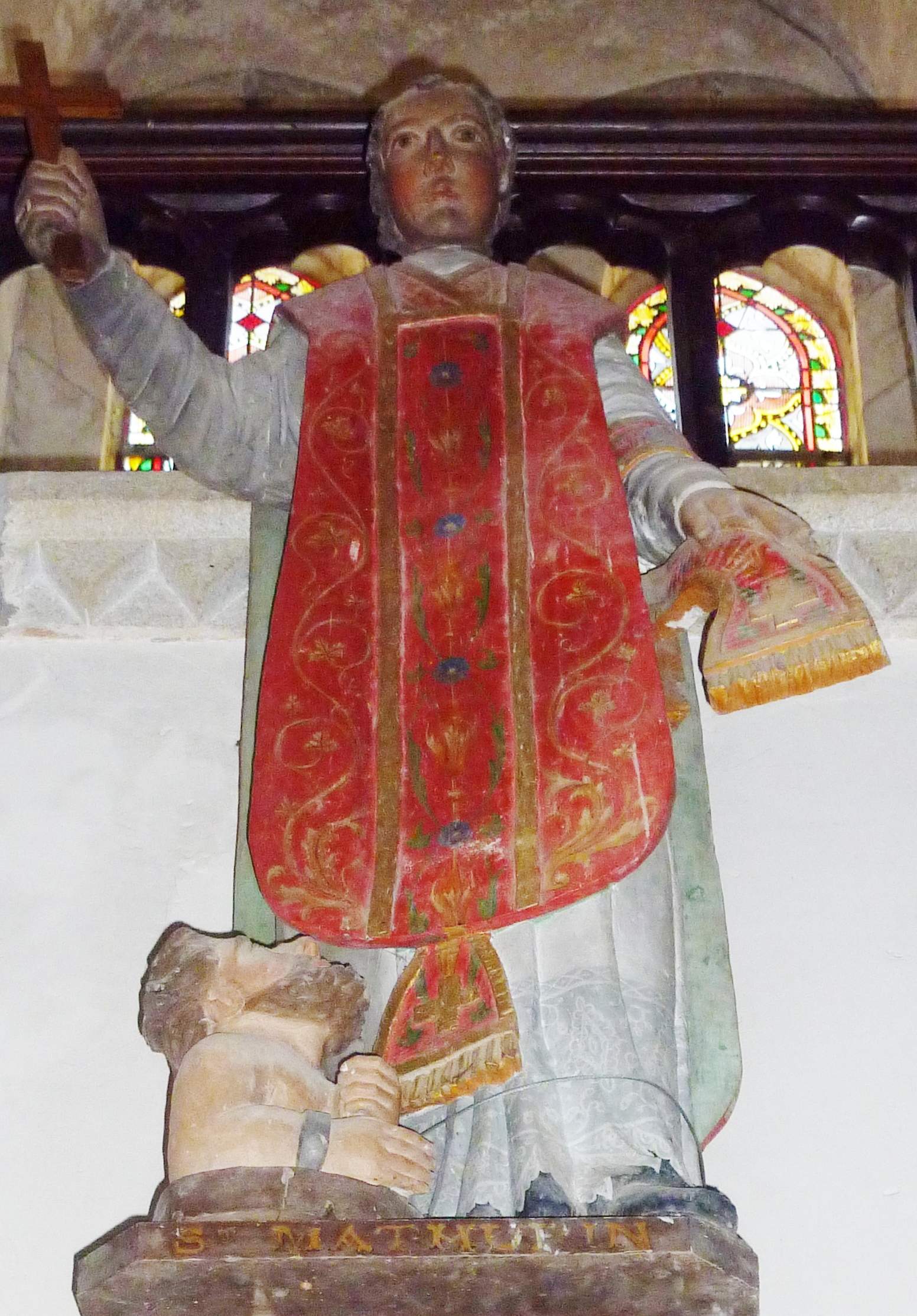
Pleuven : église paroissiale Saint-Mathurin, statue de saint Mathurin.
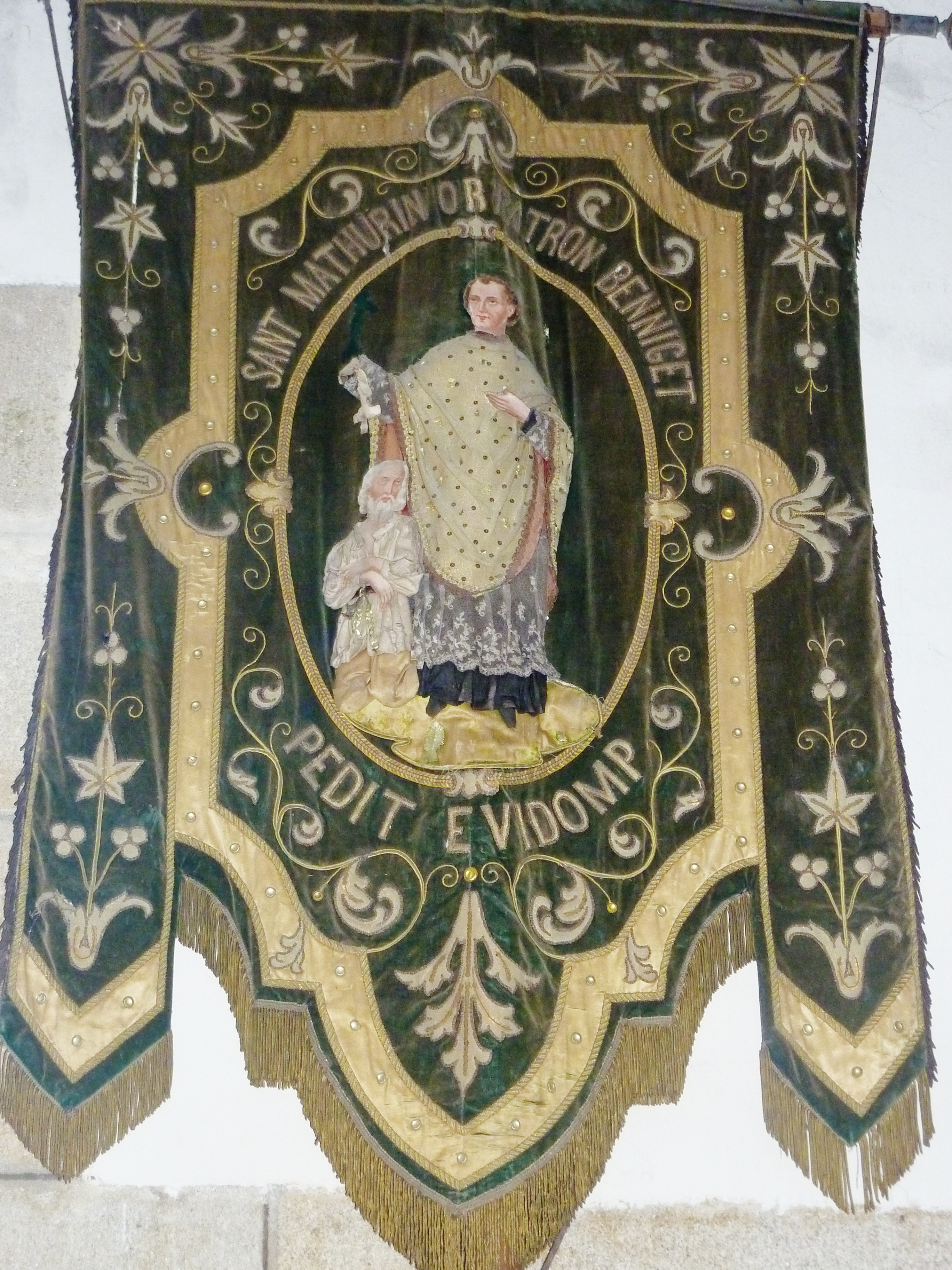
Pleuven : église paroissiale Saint-Mathurin, bannière de procession de saint Mathurin.
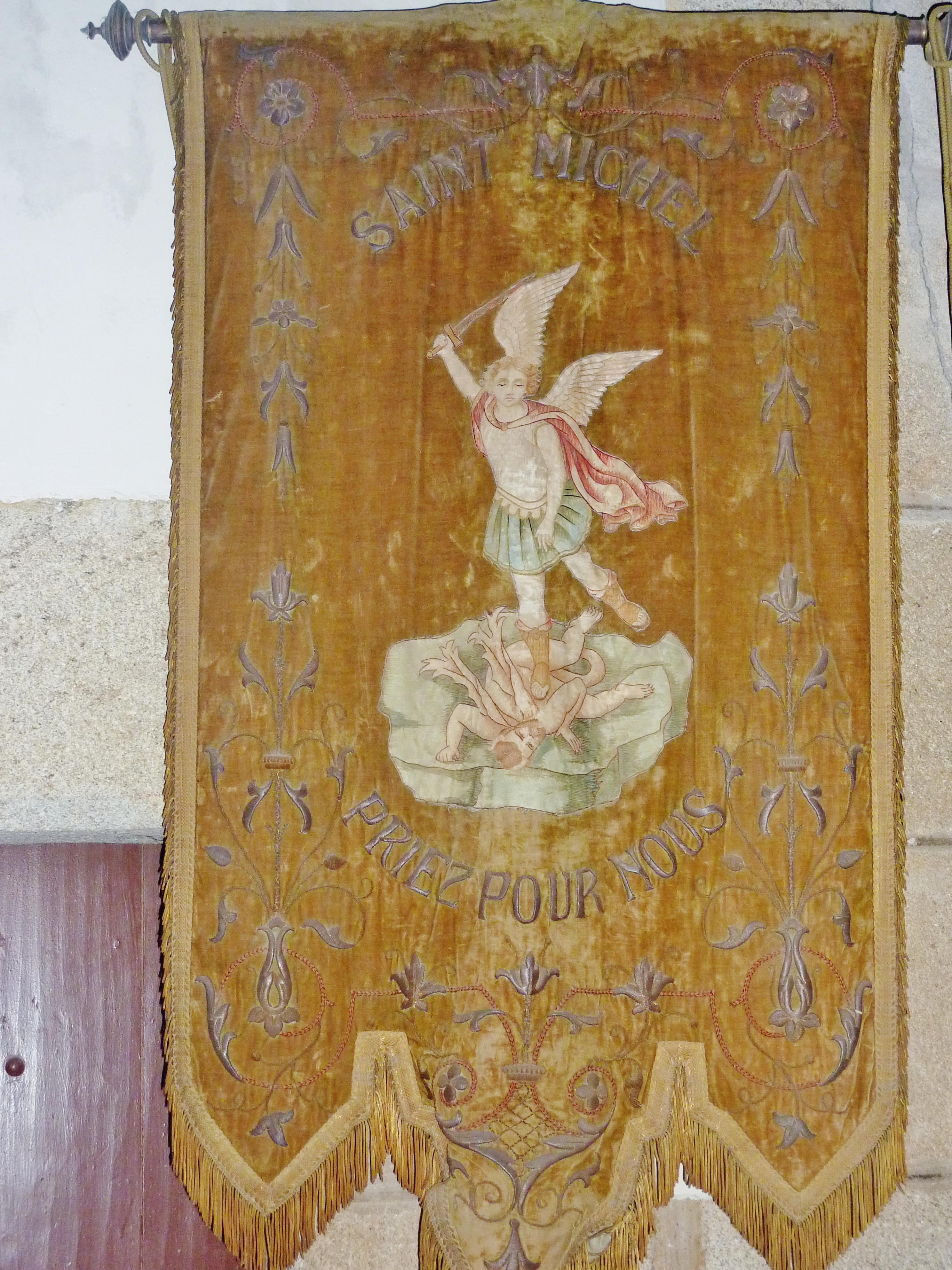
Pleuven : église paroissiale Saint-Mathurin, bannière de procession de saint Michel.

- La chapelle Saint-Thomas dont la construction semble remonter avant le XVIIe siècle est consacrée à saint Thomas Becket, archevêque de Cantorbéry, dont le culte a été répandu dans le Pays fouesnantais par les moines de l'abbaye Notre-Dame de Daoulas (l'église paroissiale de la commune voisine de Bénodet est aussi dédiée à saint Thomas Becket)[66]. C'est un édifice long de 16 mètres, et de 6 mètres de large entièrement bâti en pierres de taille ; son chevet est aveugle, mais son chœur est éclairé par deux fenêtres latérales. Sa façade, étayée de deux contreforts, possède une porte surmontée d'un arc en plein cintre et de pinacles de style gothique. Des sculptures ornent les quatre angles de la chapelle, dont un dragon et un grotesque. Un écusson situé à la base du clocher porte les armes des Saint-Georges[67] et des Penfeunteniou. Certaines parties laissent supposer qu'elle fut édifiée sur une chapelle plus ancienne. Des restes d'une fresque jusque-là masquée sous la chaux et représentant un Christ en croix ont été découverts lors de la restauration effectuée au printemps 1986[66]. Les vitraux contemporains sont de Pierre Toulhoat.

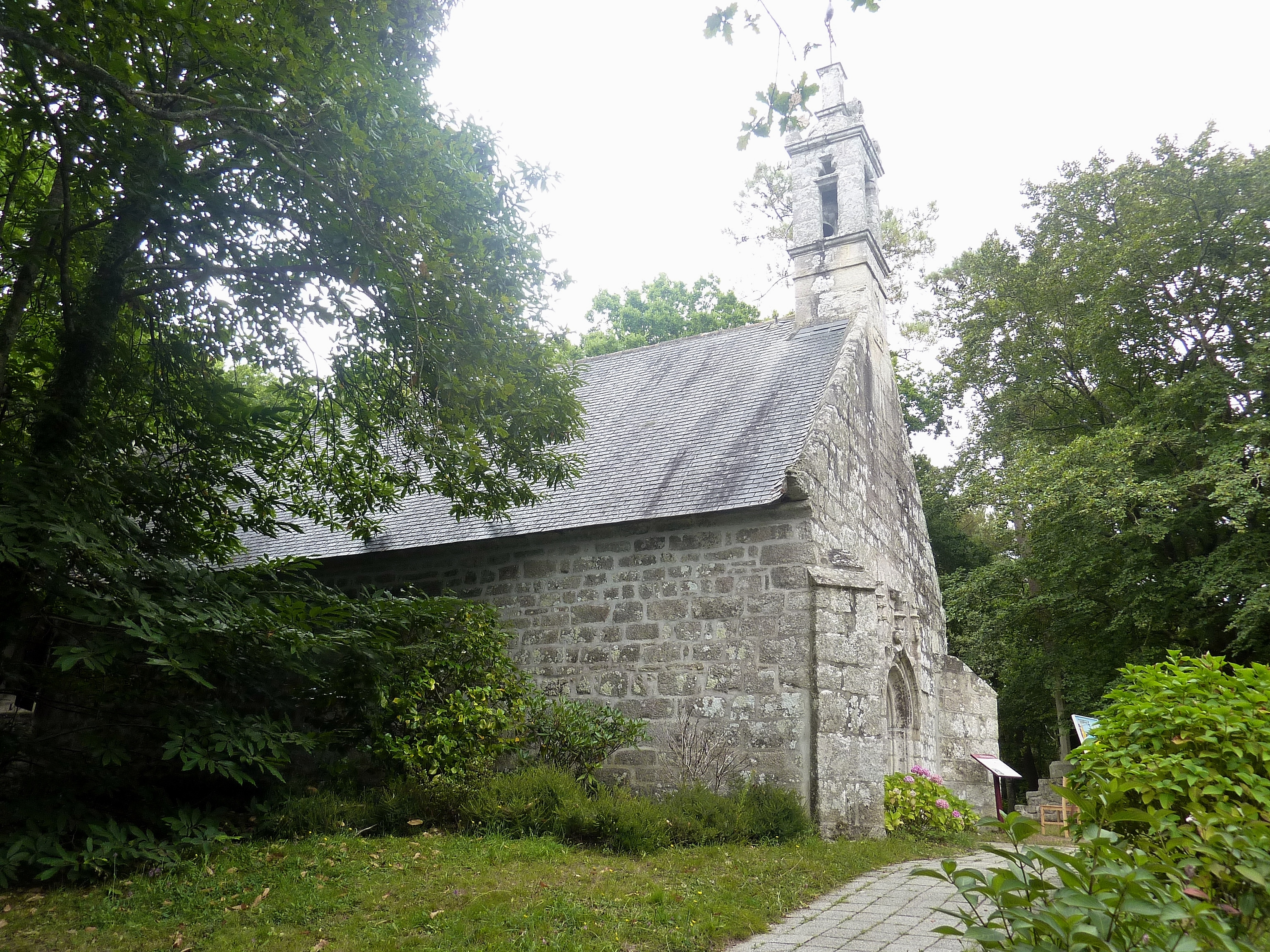
Chapelle Saint-Thomas : vue extérieure d'ensemble.
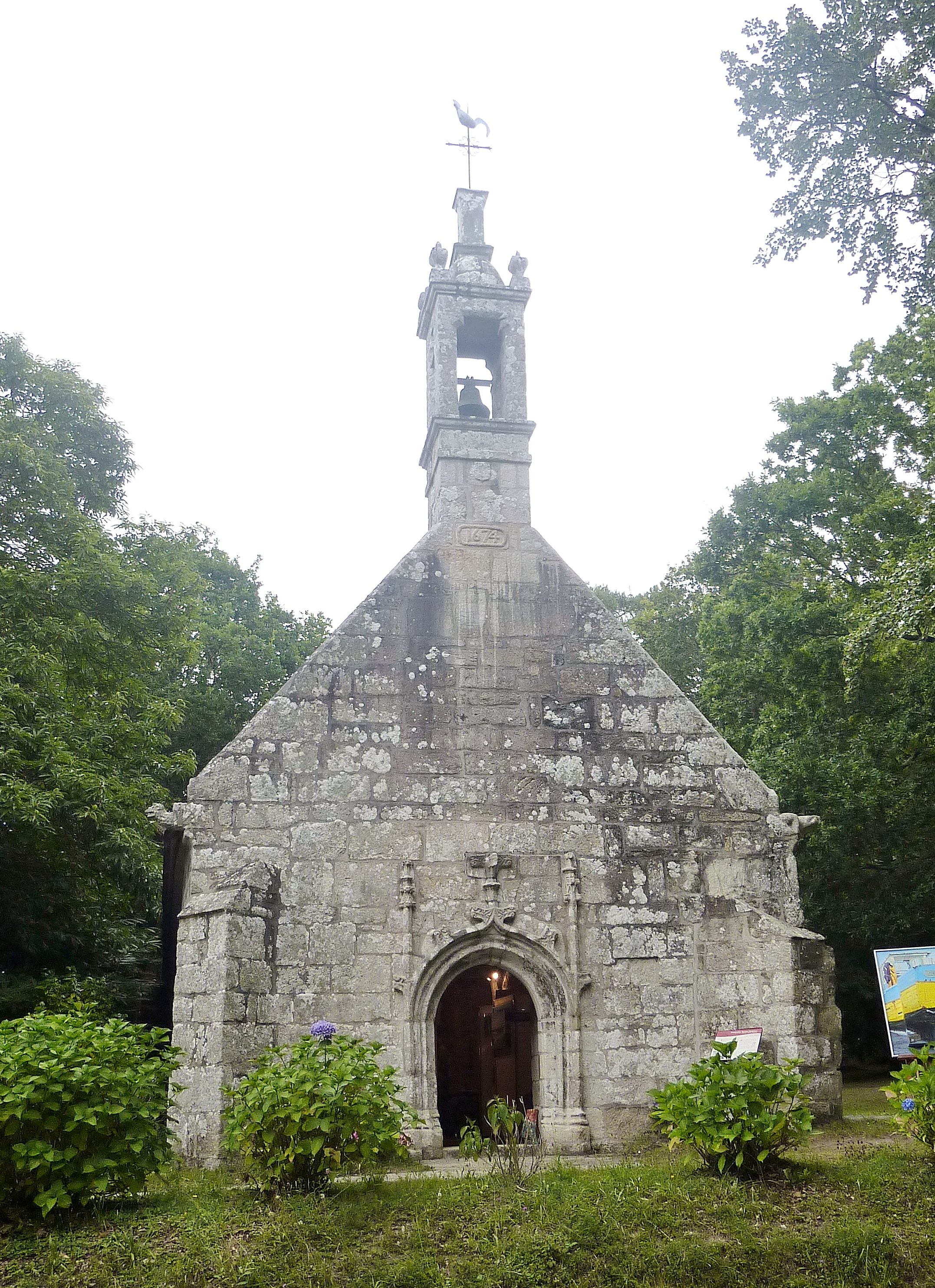
Chapelle Saint-Thomas : vue extérieure, la façade.
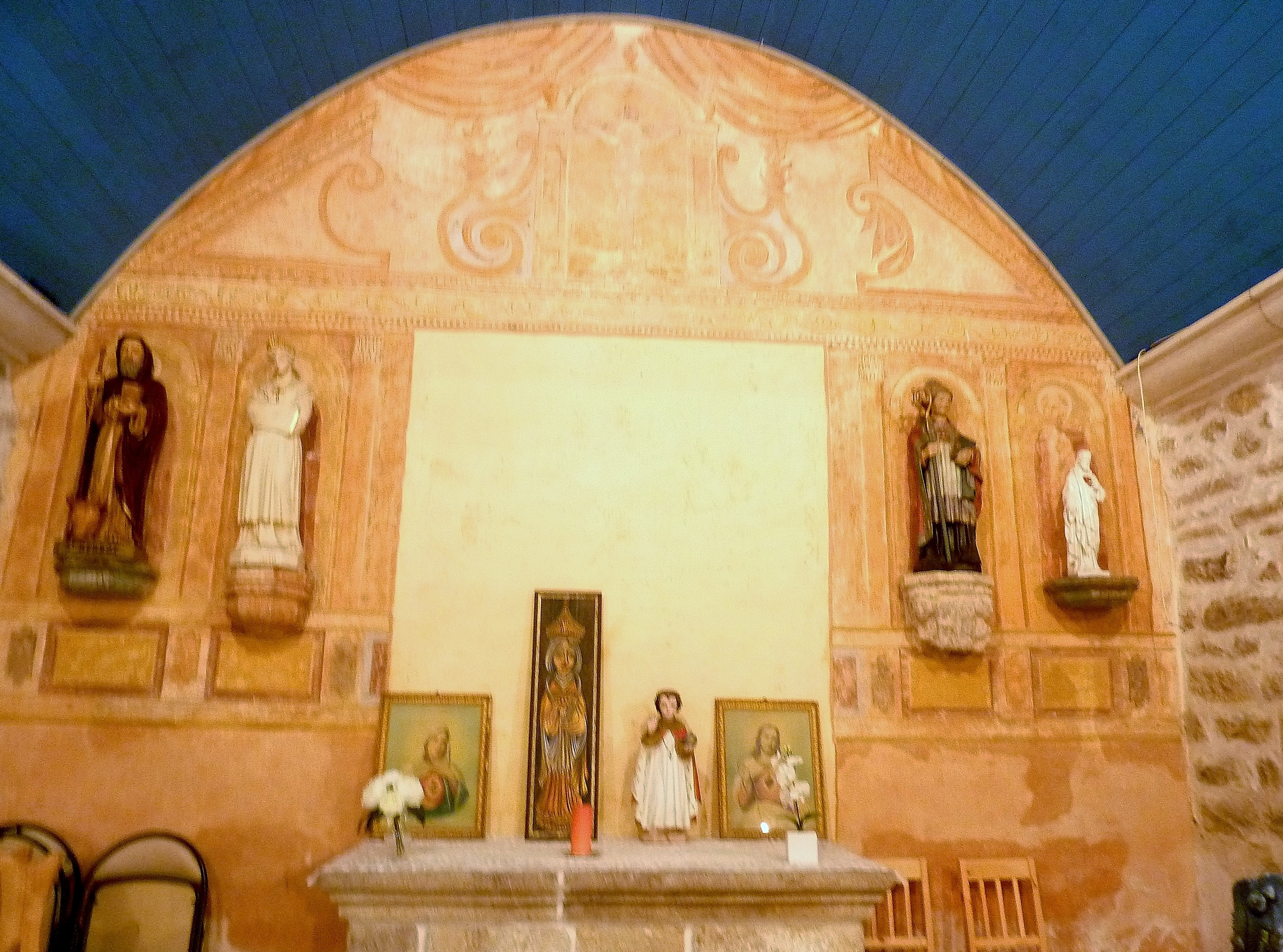
Chapelle Saint-Thomas : vue intérieure, l'autel.
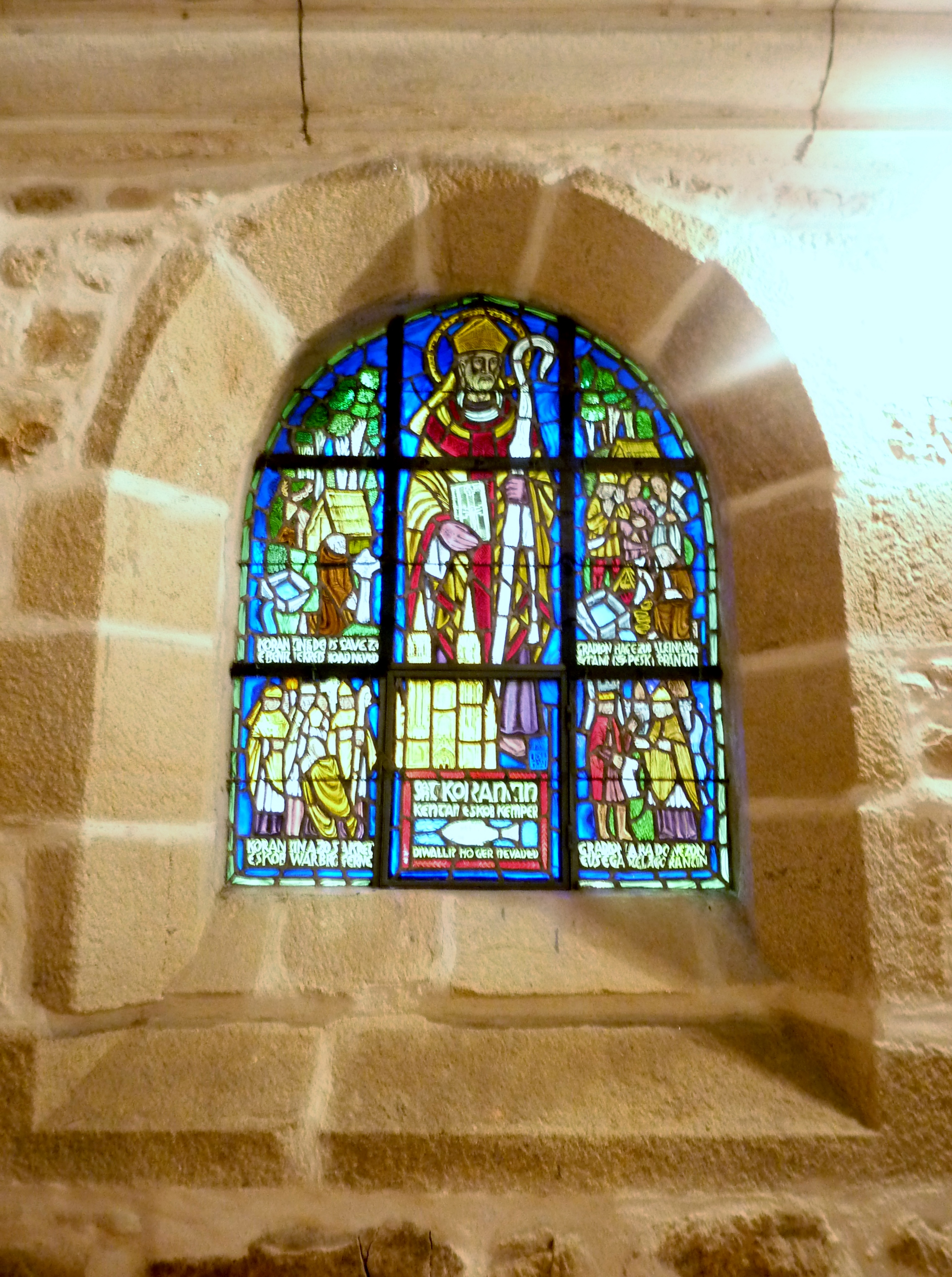
Chapelle Saint-Thomas : vue intérieure, un vitrail.
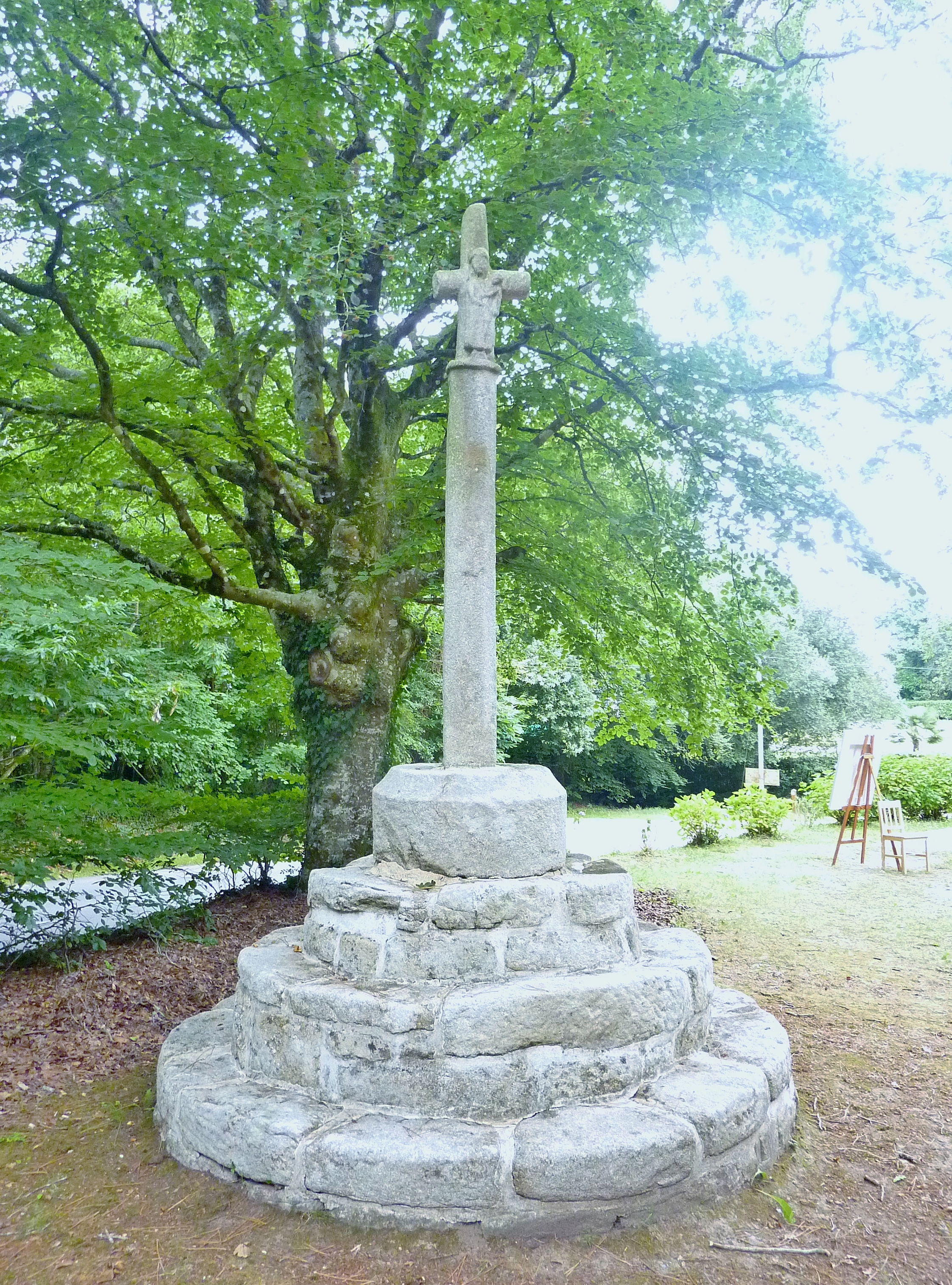
Le calvaire près de la chapelle Saint-Thomas.

- La chapelle Saint-Tudy, dédiée à saint Tudy, édifiée au XVIe siècle et restaurée vers 1665. La légende rapporte que saint Tudy, dont le fief se trouvait en Pays bigouden se serait arrêté à cet endroit après une visite à saint Primel. Jean Renault, artiste contemporain, a peint un Christ en croix au centre du retable de la Sainte Famille, ainsi qu'un chemin de croix[20]. À proximité se trouvent les ruines d'un ermitage, avec une fontaine et une croix. Un petit livre lui a été consacrée[68]. Un pardon y est organisé chaque année au mois de mai[69].

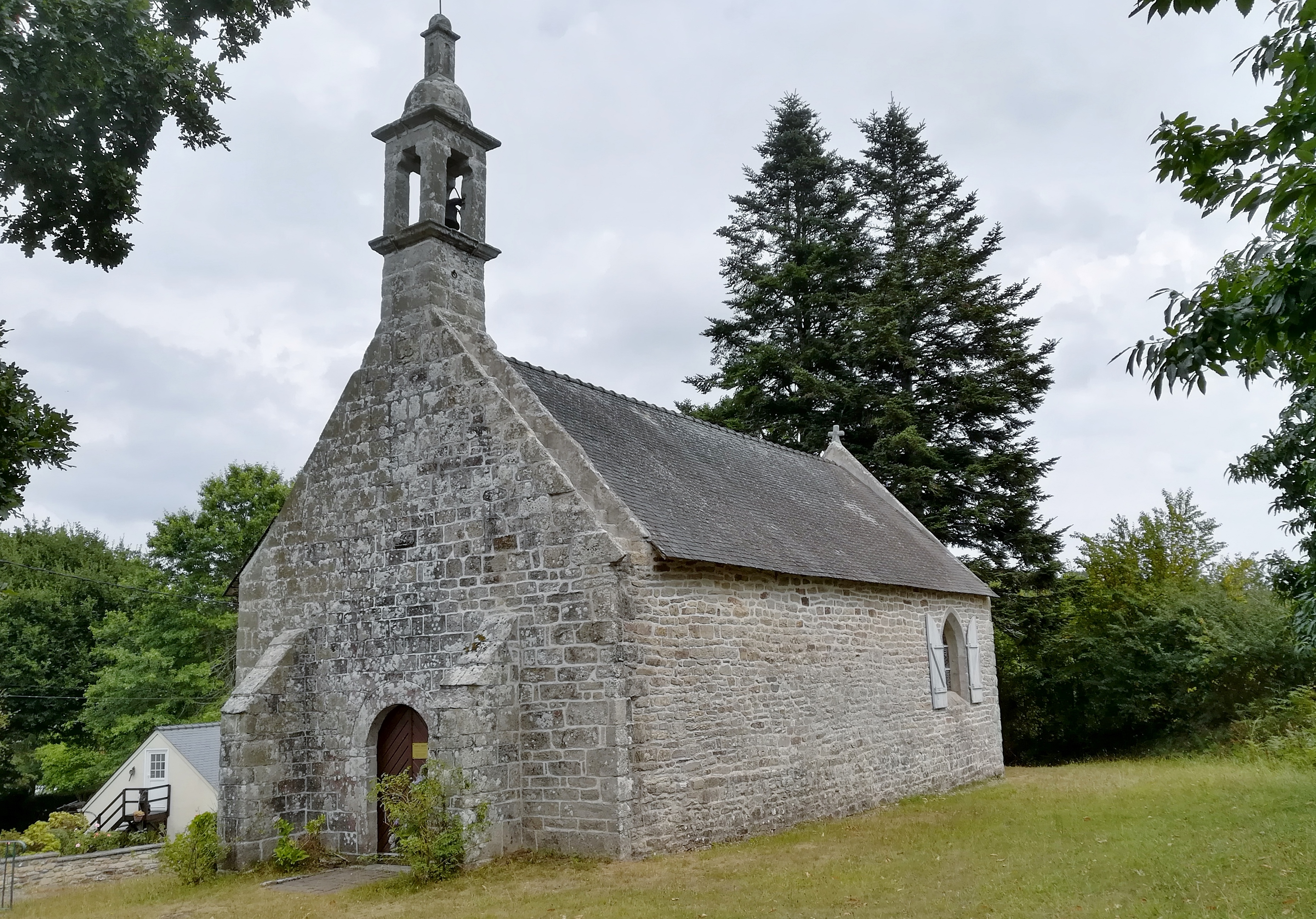
Chapelle Saint-Tudy : vue extérieure d'ensemble.
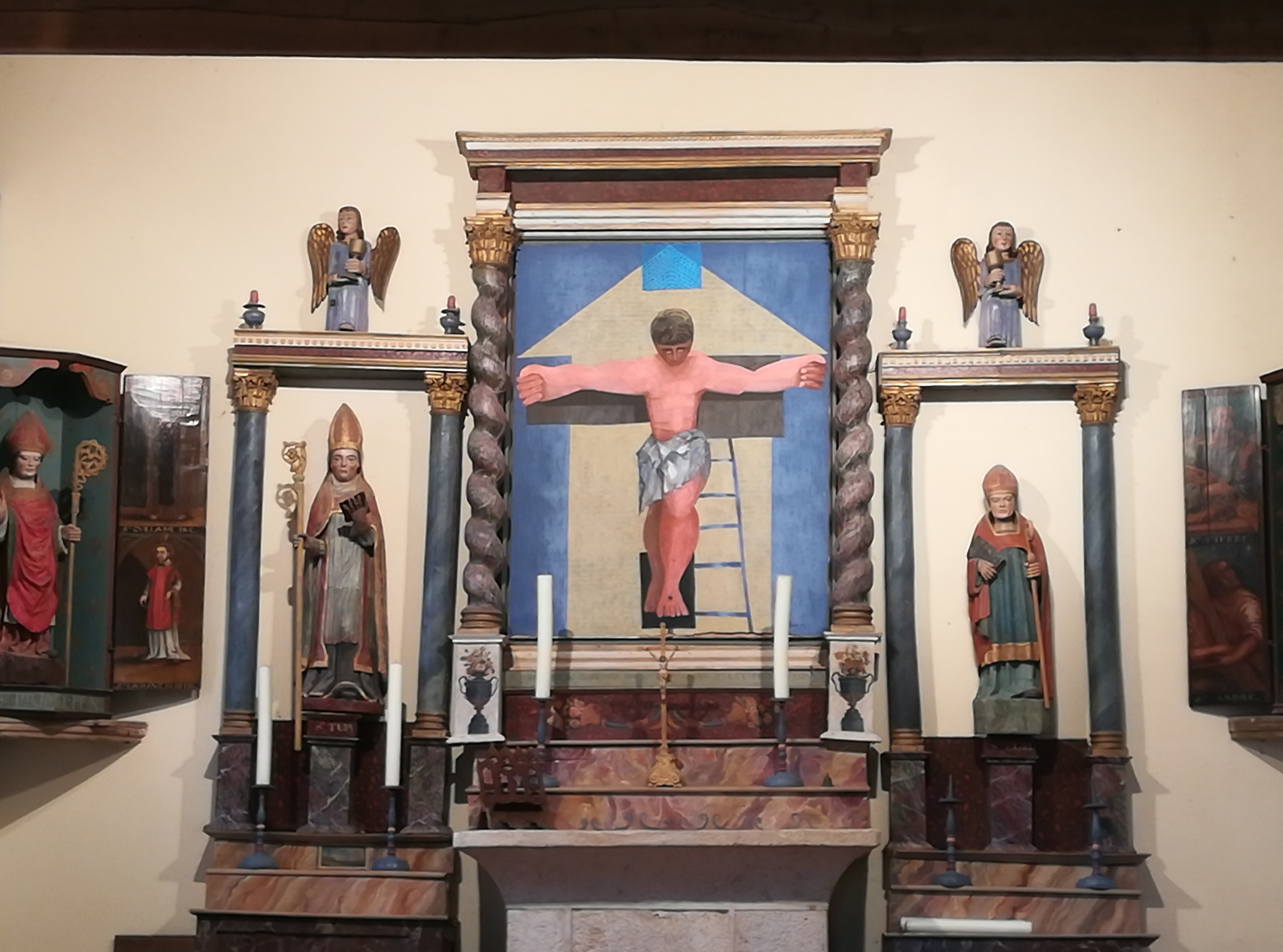
Chapelle Saint-Tudy : le retable du maître-autel.
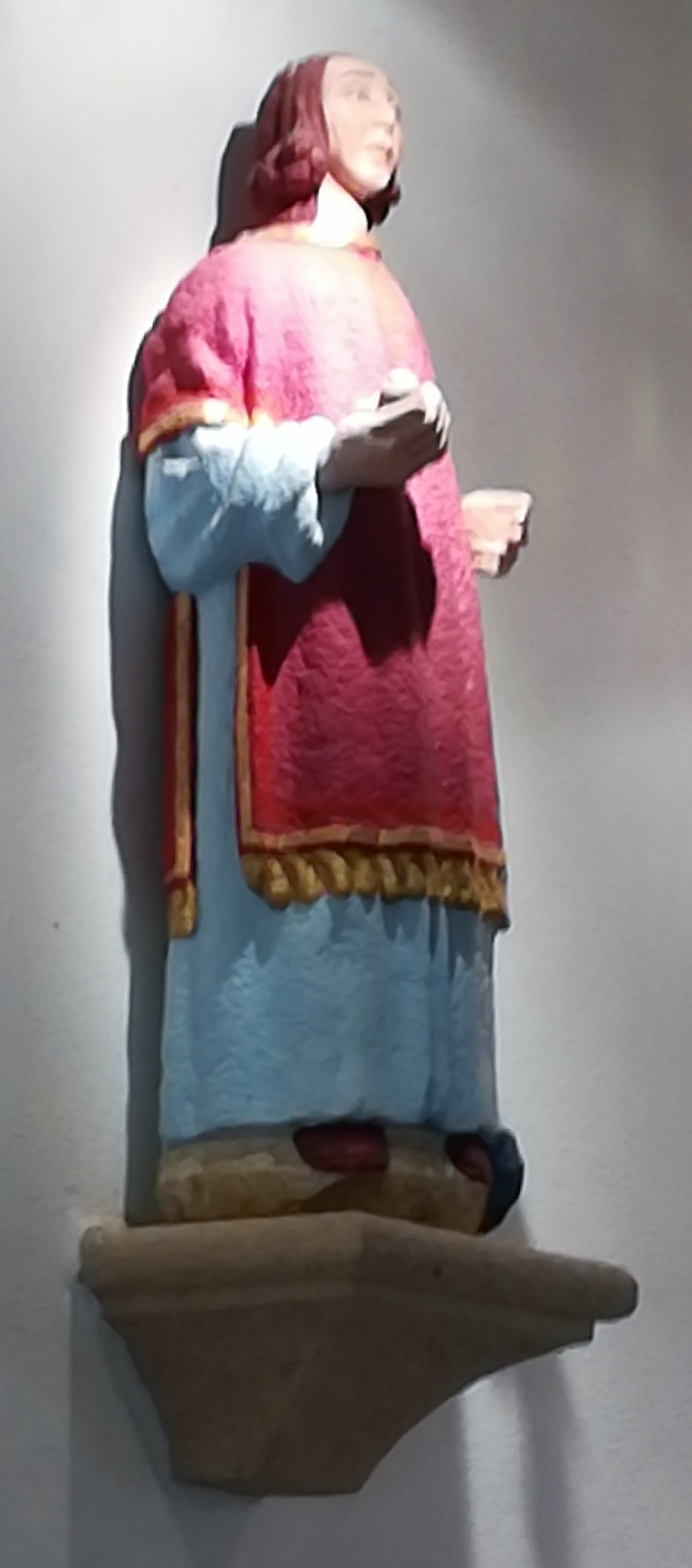
Chapelle Saint-Tudy : statue d'un saint non identifié.

- Le manoir de Créac'hquéta déjà mentionné lors de la Réformation de 1426, fut la propriété de la famille de Kerouant ; incendié pendant les Guerres de religion vers 1590 ; reconstruit vers 1636 par Jean de Plœuc, baron de Kergolay, seigneur de Kerouant (en Laz) et de Kernuz (en Plomeur), il fut acheté en 1792 par le général d'Empire Moreau dont ses descendants (famille Moreau de Lizoreux[Note 21]) sont toujours propriétaires de nos jours.
- La mairie ancienne (propriété "Kervella"), construite après la Révolution par le juge et notaire Alain Clorennec qui fut un personnage très en couleur sur le canton de Fouesnant. L'un de ses descendants la vend à la municipalité à la fin du XIXe siècle.
- Le gros chêne pédonculé, classé arbre remarquable en 2005, a été durement touché par une tempête en juillet 2010[70]. Il avait 8,80 mètres de circonférence à 1 mètre du sol et 9,60 mètres à 50 cm du sol avant sa destruction partielle. Il devait avoir plus de 700 ans[71]. La Tempête Ciarán a fini de l'abattre le 2 novembre 2023.

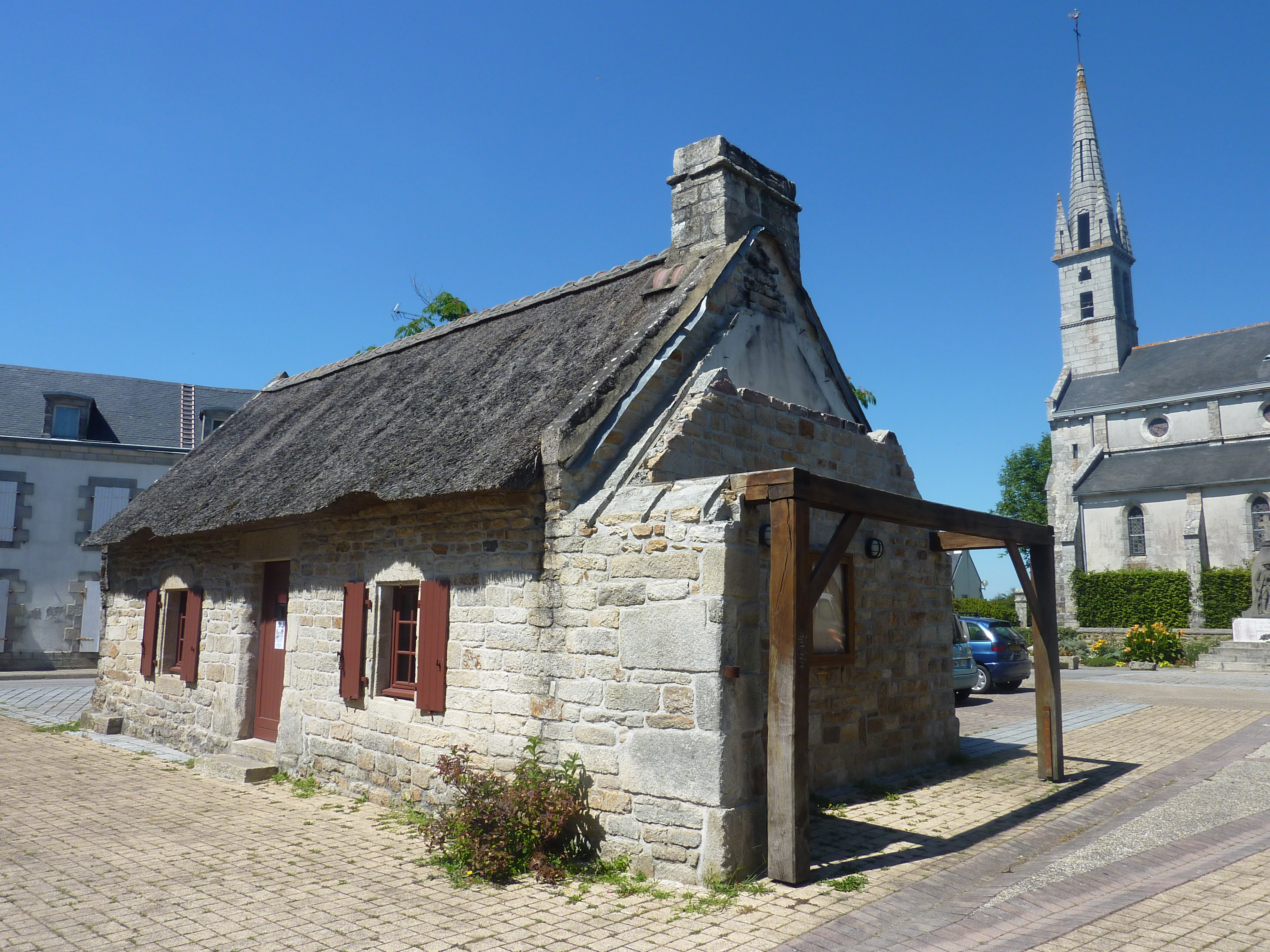
Maison ancienne à toit de chaume servant de lieu d'exposition (située près de la mairie).
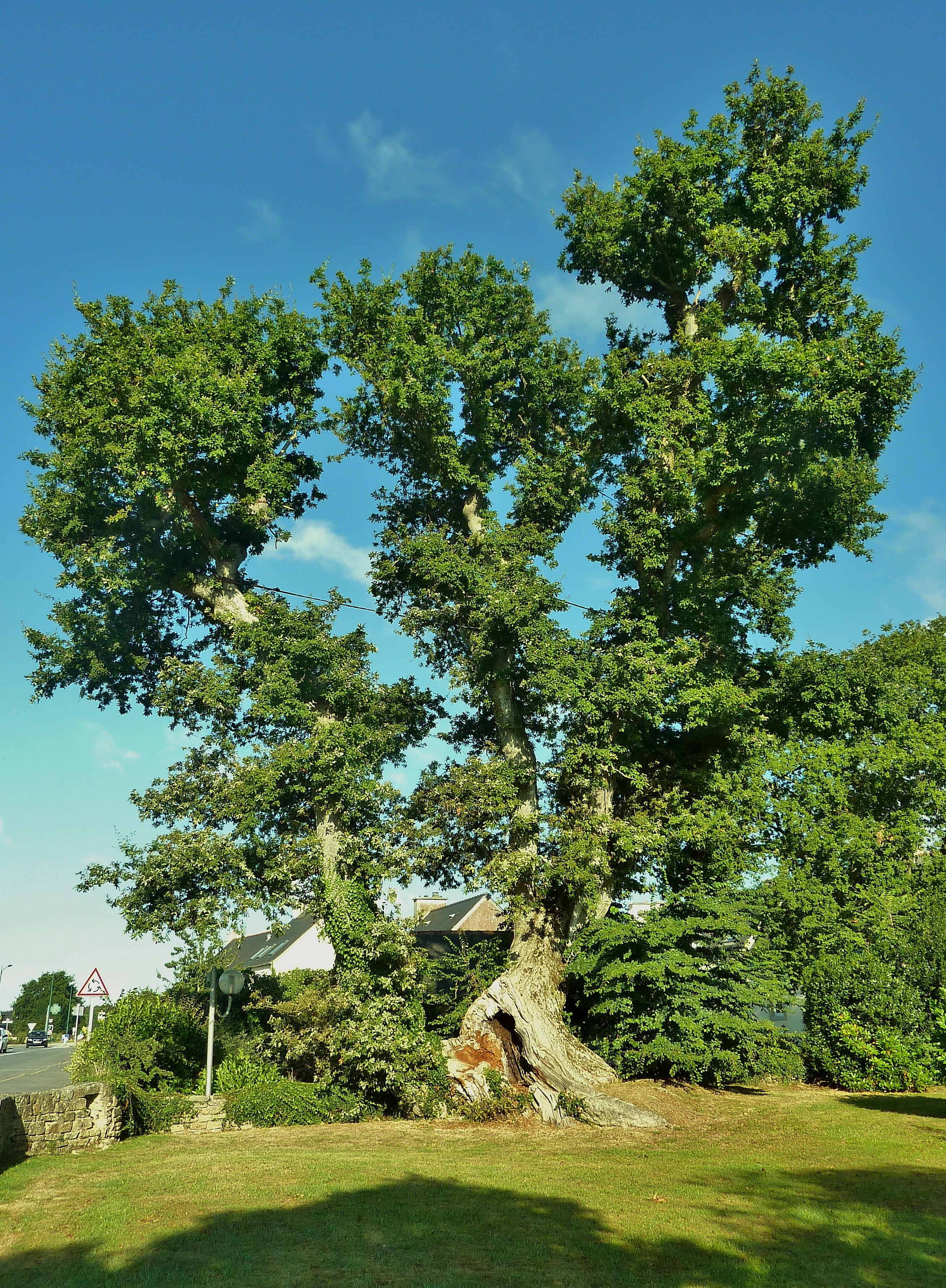
Le chêne pédonculé de Pleuven, classé arbre remarquable en 2005, mais en partie détruit par la tempête de juillet 2010.
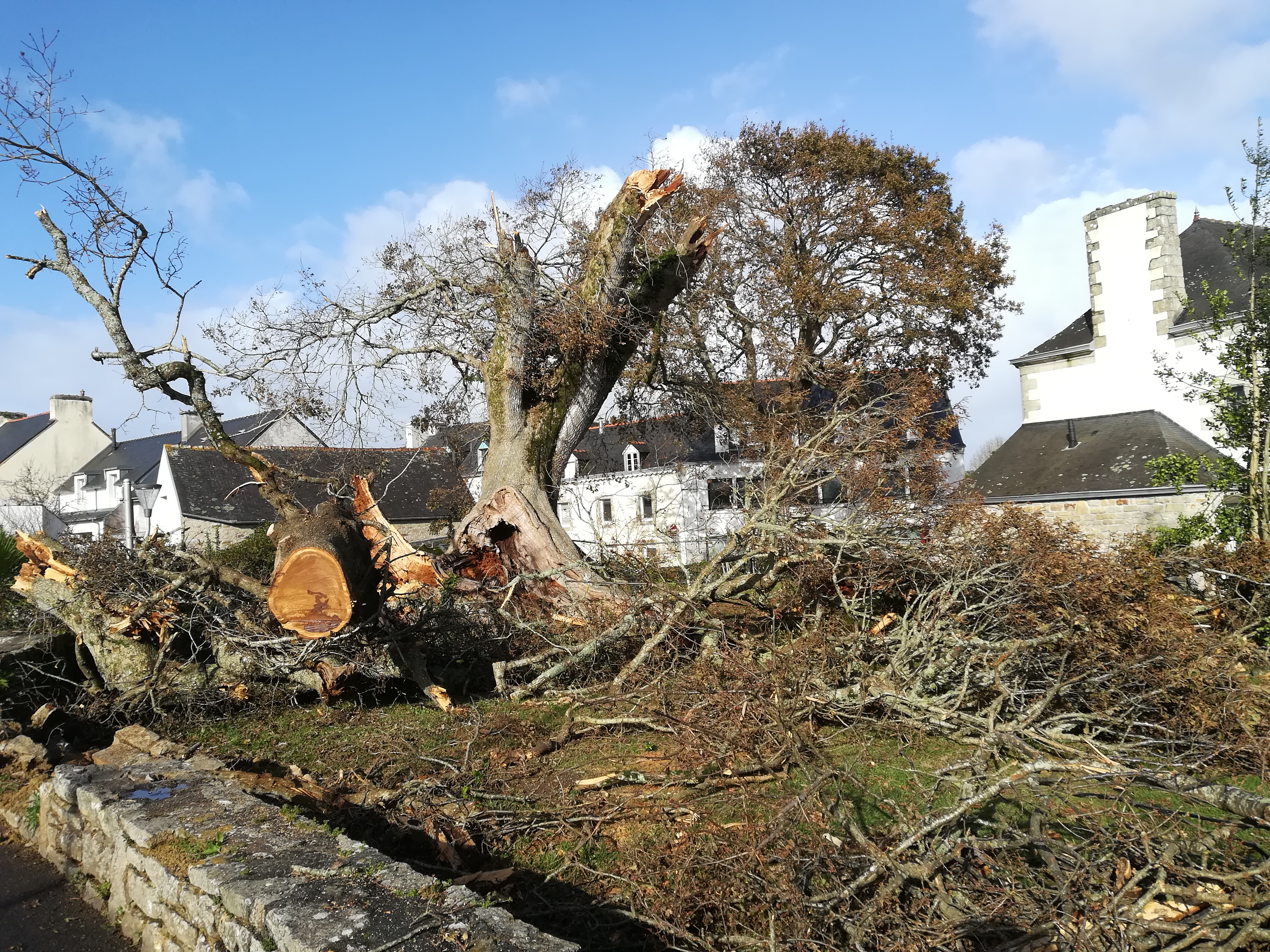
Le vieux chêne après sa destruction par la tempête Ciaràn le 2 novembre 2023.
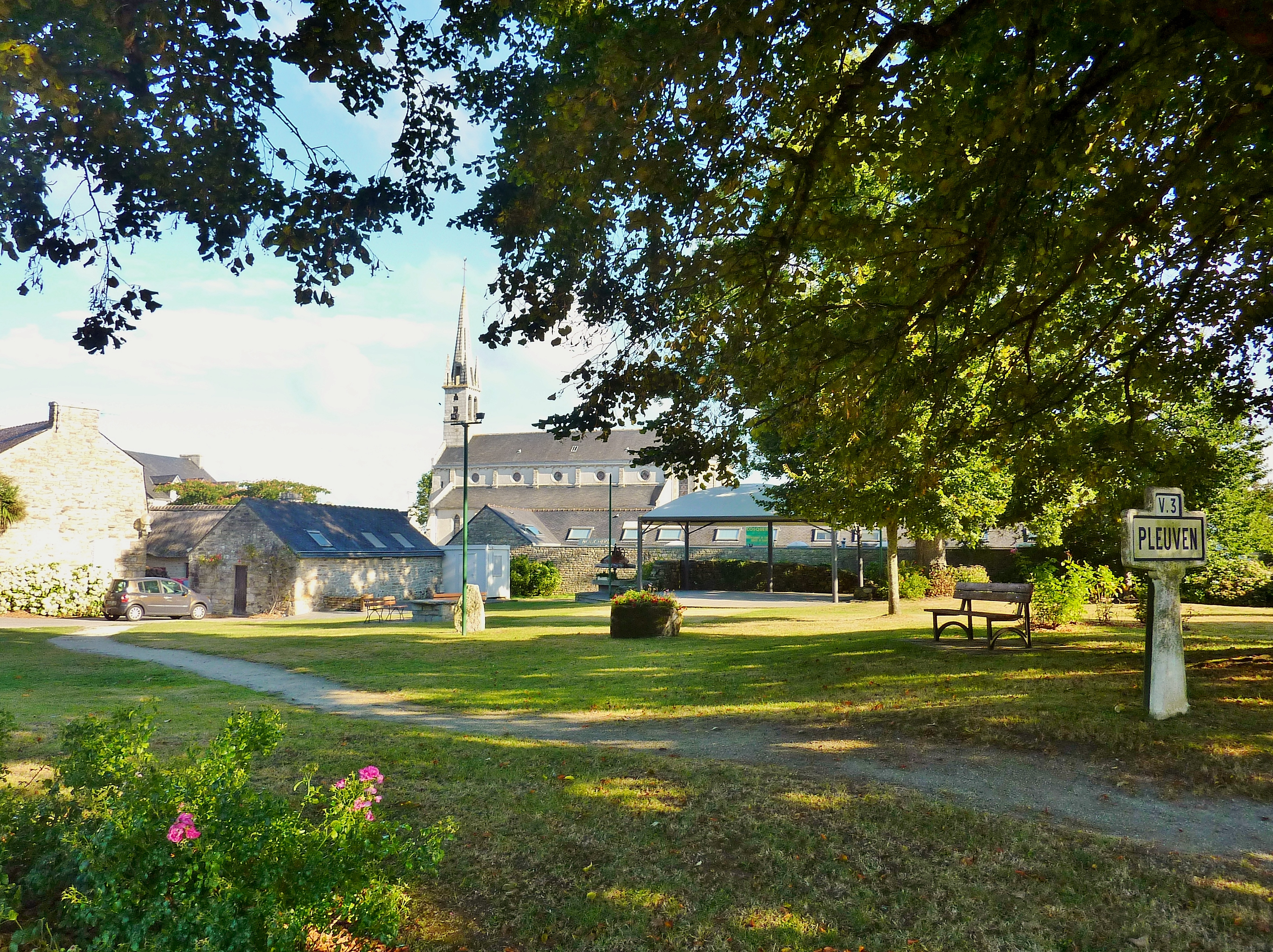
La place engazonnée de Pleuven, derrière la mairie, où est organisée l'animation estivale.
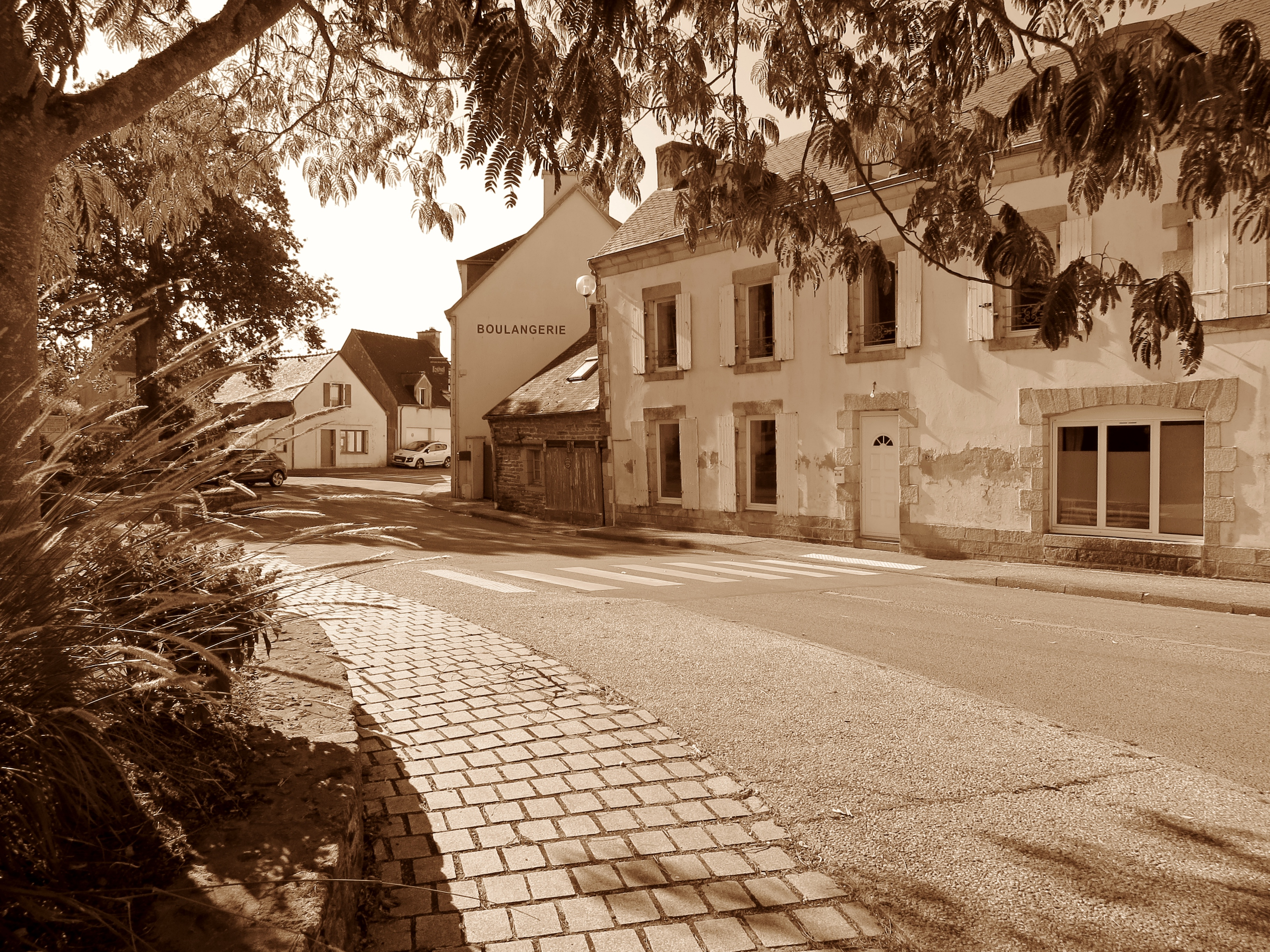
Le bourg de Pleuven : la rue devant la mairie.

## Démographie
L'évolution du nombre d'habitants est connue à travers les recensements de la population effectués dans la commune depuis 1793. Pour les communes de moins de 10 000 habitants, une enquête de recensement portant sur toute la population est réalisée tous les cinq ans, les populations de référence des années intermédiaires étant quant à elles estimées par interpolation ou extrapolation. Pour la commune, le premier recensement exhaustif entrant dans le cadre du nouveau dispositif a été réalisé en 2004.
En 2022, la commune comptait 3 298 habitants, en évolution de +15,8 % par rapport à 2016 (Finistère : +2,16 %, France hors Mayotte : +2,11 %).
| 1793 | 1800 | 1806 | 1821 | 1831 | 1836 | 1841 | 1846 | 1851 |
| ---- | ---- | ---- | ---- | ---- | ---- | ---- | ---- | ---- |
| 480  | 509  | 512  | 559  | 648  | 733  | 631  | 631  | 681  |

| 1856 | 1861 | 1866 | 1872 | 1876 | 1881 | 1886 | 1891 | 1896 |
| ---- | ---- | ---- | ---- | ---- | ---- | ---- | ---- | ---- |
| 637  | 669  | 736  | 694  | 753  | 756  | 803  | 862  | 883  |

| 1901 | 1906 | 1911 | 1921 | 1926 | 1931 | 1936 | 1946 | 1954 |
| ---- | ---- | ---- | ---- | ---- | ---- | ---- | ---- | ---- |
| 948  | 995  | 967  | 882  | 868  | 915  | 981  | 978  | 959  |

| 1962  | 1968  | 1975  | 1982  | 1990  | 1999  | 2004  | 2006  | 2009  |
| ----- | ----- | ----- | ----- | ----- | ----- | ----- | ----- | ----- |
| 1 038 | 1 107 | 1 332 | 1 690 | 1 993 | 2 356 | 2 555 | 2 630 | 2 636 |

| 2014  | 2019  | 2022  | - | - | - | - | - | - |
| ----- | ----- | ----- | - | - | - | - | - | - |
| 2 777 | 3 188 | 3 298 | - | - | - | - | - | - |